# Château médiéval de Pouancé
Vous lisez un « bon article » labellisé en 2011.
Le château médiéval de Pouancé est un château communal situé dans la commune française de Pouancé, dans le département de Maine-et-Loire, à la frontière occidentale de l’ancienne province de l'Anjou, face à la Bretagne. Avec l'enceinte urbaine de la ville, dont une partie est encore visible aujourd’hui, il couvre une superficie de trois hectares. On le surnomme parfois « second château de l'Anjou » en termes d'importance, juste après le château d’Angers. Il fait partie des Marches de Bretagne et est le pendant angevin du château de Châteaubriant.
Sur un site fortifié au moins dès le XIe siècle, le château fort actuel est construit du XIIe au XVe siècle. Assiégé à plusieurs reprises pendant la guerre de Cent Ans, il devient une forteresse de premier plan à la fin du XVe siècle, lors du conflit entre le royaume de France et le duché de Bretagne.
Le château fait l'objet d'un classement au titre des monuments historiques depuis le 7 juillet 1926. Il a subi 40 ans de fouilles ponctuelles et de rénovations, notamment entre 1981 et 1996, avec l'appui des bénévoles de l'association Chantiers Histoire et Architecture Médiévales. Cependant, de nombreuses questions restent en suspens, le site n'ayant pas fait l'objet de recherches approfondies.

## Historique

### Premiers temps de la forteresse
Dès la fin du haut Moyen Âge, le site de Pouancé, situé aux confins des Marches de Bretagne et de l'Anjou, fut certainement fortifié afin de contrecarrer la place-forte bretonne de Châteaubriant. La première mention du château remonte à la période 1049-1060 dans le cartulaire de Carbay ; le comte d'Anjou y entretenait des hommes et un vicarius. Des fragments de sarcophages datables du haut Moyen Âge découverts dans les murs de l'église de Saint-Aubin semblent prouver l'existence de peuplements antérieurs à l'édification du château dans cette zone.
L'identité du propriétaire initial du château a été sujette à de nombreuses théories : selon Racineux, il aurait été construit par Manguinoë, « premier seigneur de Pouancé », entre 990 et 1037, tandis que pour Jean-Louis Ormilières, il aurait pu être bâti par Foulque Nerra.
Après la mort de Landri, le vicarius du comte d'Anjou, Pouancé passe aux mains d'un proche de Landri, Hervé de Martigné, vassal du comte de Rennes, à qui le comte d'Anjou accorde sa confiance. Hervé contrôlait déjà l'« honor » de Lourzais, territoire proche de Pouancé. Cependant, dès 1066, le duc de Bretagne Conan II, assiège Pouancé et s'en empare, lors d'une campagne qui le mènera jusqu'à Château-Gontier. À la mort d'Hervé, vers 1084, Gautier Hay, son fils, lui succède. Emma, son héritière, épouse vers 1130 Guillaume Ier de La Guerche, liant ainsi la seigneurie de Martigné-Pouancé avec celle de La Guerche.

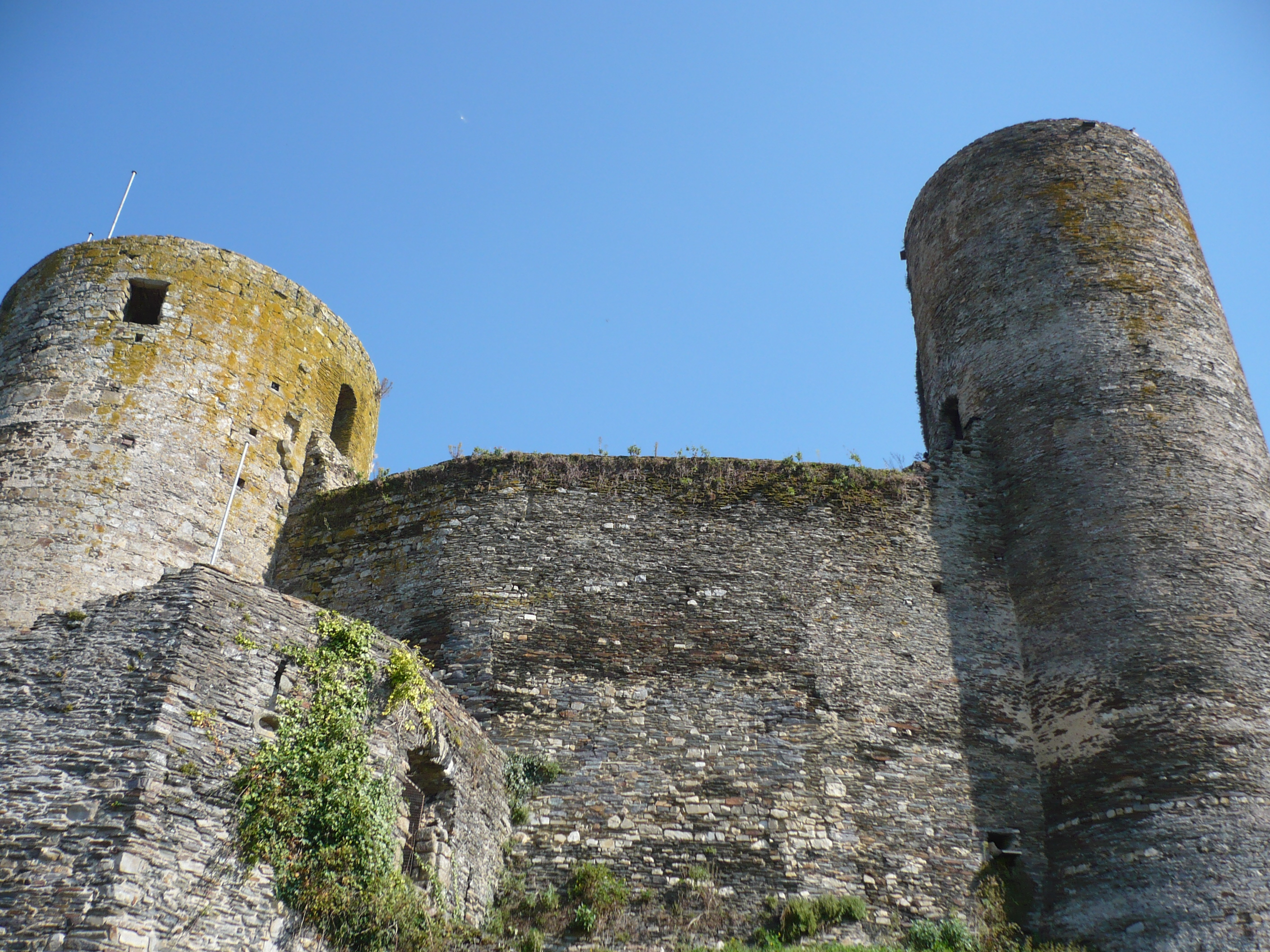
Vue en contre-plongée de la Grosse Tour (XIVe siècle) avec sa caponnière (XVe siècle) à gauche, et la tour de la Dame Blanche (fin XIIe siècle) à droite.

Les seigneurs de Pouancé vont par la suite se retrouver en conflit avec les Plantagenêts : vers 1172, Geoffroy Ier, petit-fils d'Emma et de Guillaume, prend part à la rébellion contre Henri II, mais les seigneurs bretons rebelles sont défaits à Dol-de-Bretagne, leurs châteaux détruits, et Geoffroy se réfugie dans les forêts alentour. Son fils s'allie avec les seigneurs bretons en 1196 et participe à leur victoire à Carhaix contre l'armée du sénéchal d'Anjou. Au début du XIIIe siècle, le château est au cœur d'une grande seigneurie à cheval sur l'Anjou et la Bretagne. Le château devient un centre politique, dont le pouvoir s'étend sur les seigneuries de Pouancé, Martigné, La Guerche et Segré. C'est à cette période conflictuelle que s'érige le château actuel, avec les premières tours et courtines. C'est également au début du XIIIe siècle que Guillaume III, seigneur de Pouancé, décide d'établir une digue sur la Verzée, mettant en place l'étang de Pouancé, protégeant ainsi la façade ouest de la forteresse, la plus exposée.

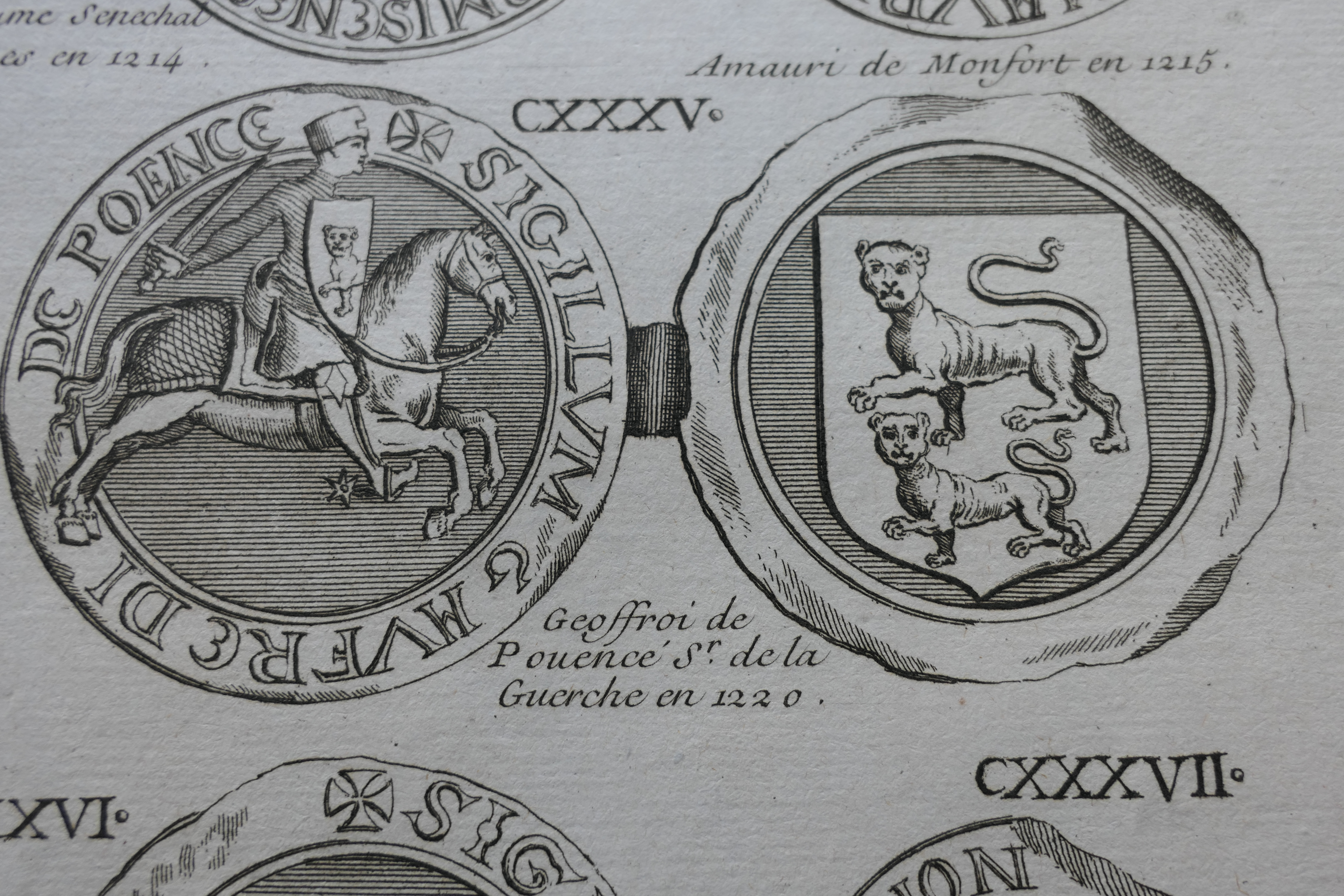
Sceau de de Pouancé.

Le XIIIe siècle voit se produire le déclin de la famille seigneuriale de Pouancé. Le fils de Guillaume III, Geoffroy II, meurt vers 1244. Son fils, Geoffroy III, meurt en 1263, laissant sa fille Jeanne seule héritière. Jeanne épouse alors Jean de Beaumont. Leur petit-fils, Jean II de Beaumont, après une union stérile avec Isabeau d'Harcourt, s'unit avec Marguerite de Poitiers. Leur fils Louis de Beaumont meurt en 1364, à la bataille de Cocherel. C'est la petite-fille d'Isabeau, première épouse de Jean II de Beaumont, Marie Chamaillard qui récupère la seigneurie de Pouancé, l'ajoutant aux fiefs détenus par son mari, Pierre de Valois, proche de Charles V.

### Les affres de la Guerre de Cent Ans
Entre 1371 et 1379, Pierre II de Valois, propriétaire de la seigneurie, « fist faire ou castel de Pouencé une belle tour », probablement l'actuelle Grosse Tour. Il fit également poser des mâchicoulis. C'est vers le XIVe siècle que furent effectuées des reprises sur les tours du XIIIe, notamment la tour Saint-Antoine, afin d'y inclure des escaliers à vis. Entre les XIVe et XVe siècles, il est probable que furent construits le Grand logis ainsi que la glacière.

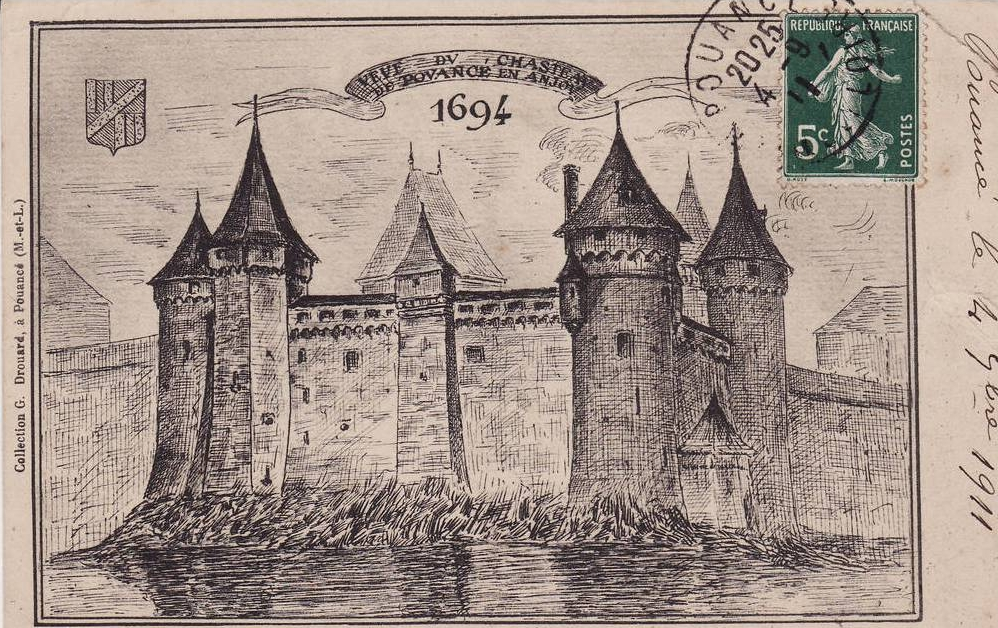
Reproduction du château de Pouancé tel qu'il aurait pu apparaître au XVe siècle.

Le château subit son second siège par l'armée bretonne de Jean IV de Bretagne en 1379, durant lequel la forteresse est peut-être prise par trahison. Pierre de Valois, seigneur du lieu, échange avec Bertrand Du Guesclin les terres de Pouancé et de La Guerche contre des terres en Normandie. Pouancé est alors sous contrôle du duc Jean IV qui rend la forteresse à Olivier du Guesclin en 1381. Celui-ci la lui vendra en 1390. À la suite du mariage entre Jean Ier d'Alençon et Marie de Bretagne, celle-ci reçoit en dot les seigneuries de Pouancé et La Guerche, qui appartiennent dès lors à la famille d'Alençon.
Après les déboires de Jean II d'Alençon, celui-ci décide de mettre la main sur Jean de Malestroit, évêque de Nantes et chancelier de Bretagne, et l'emprisonne à Pouancé, afin que le duc de Bretagne, Jean V, honore la part impayée de la dot de sa mère. Refusant le chantage, Jean V se lance alors dans un long siège au début de l'année 1432. La forteresse de Pouancé doit subir pendant cinq semaines les assauts coordonnés des bretons et de leurs alliés anglais. Les troupes ennemies, fortes de plus de 6 000 hommes, disposent de sept canons qui bombardent les défenses pouancéennes. Face à l'avancée des travaux de sapes, Jean d'Alençon préfère négocier, et le siège est levé vers le 19 février 1432.
Onze ans plus tard, en 1443, une armée anglaise, menée par le duc de Somerset, vient assiéger la forteresse. Le connétable de Richemont rejoint le duc d'Alençon à Château-Gontier afin d'organiser une contre-attaque avec d'autres seigneurs, dont Louis du Bueil et André de Lohéac. Ceux-ci, avec Jean d'Alençon, décident de précipiter l'attaque sans attendre les renforts. Ils sont finalement surpris de nuit par les Anglais qui, ayant rassemblé 1 500 hommes, se précipitent sur leur campement. Les habitants de Pouancé résistent cependant avec succès. En revanche, les faubourgs et les industries de la ville sont dévastés. L'armée anglaise décide de lever le siège au bout de deux ou trois semaines et se dirige vers La Guerche.

### Le conflit franco-breton

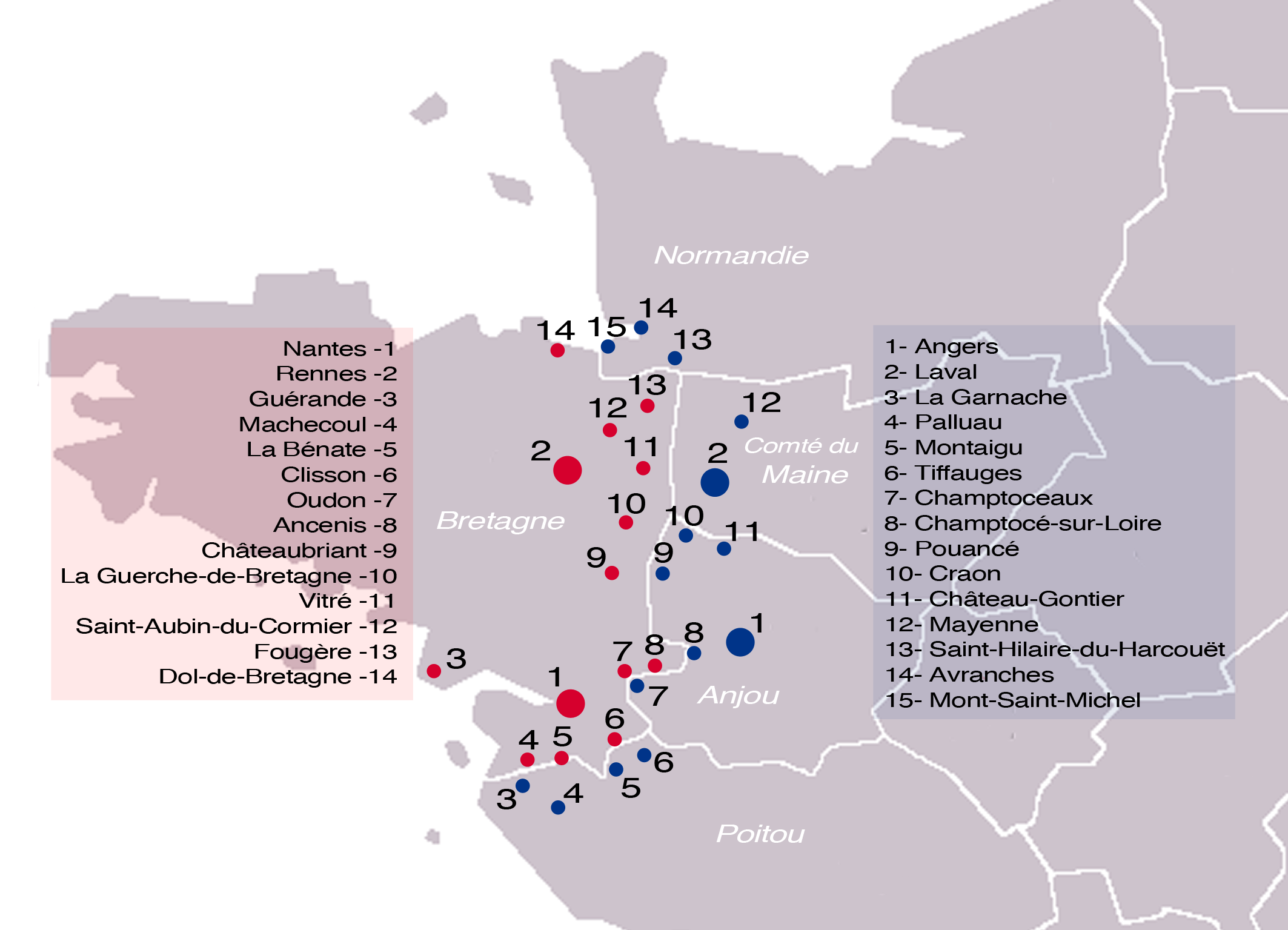
Les forteresses des marches de Bretagne.

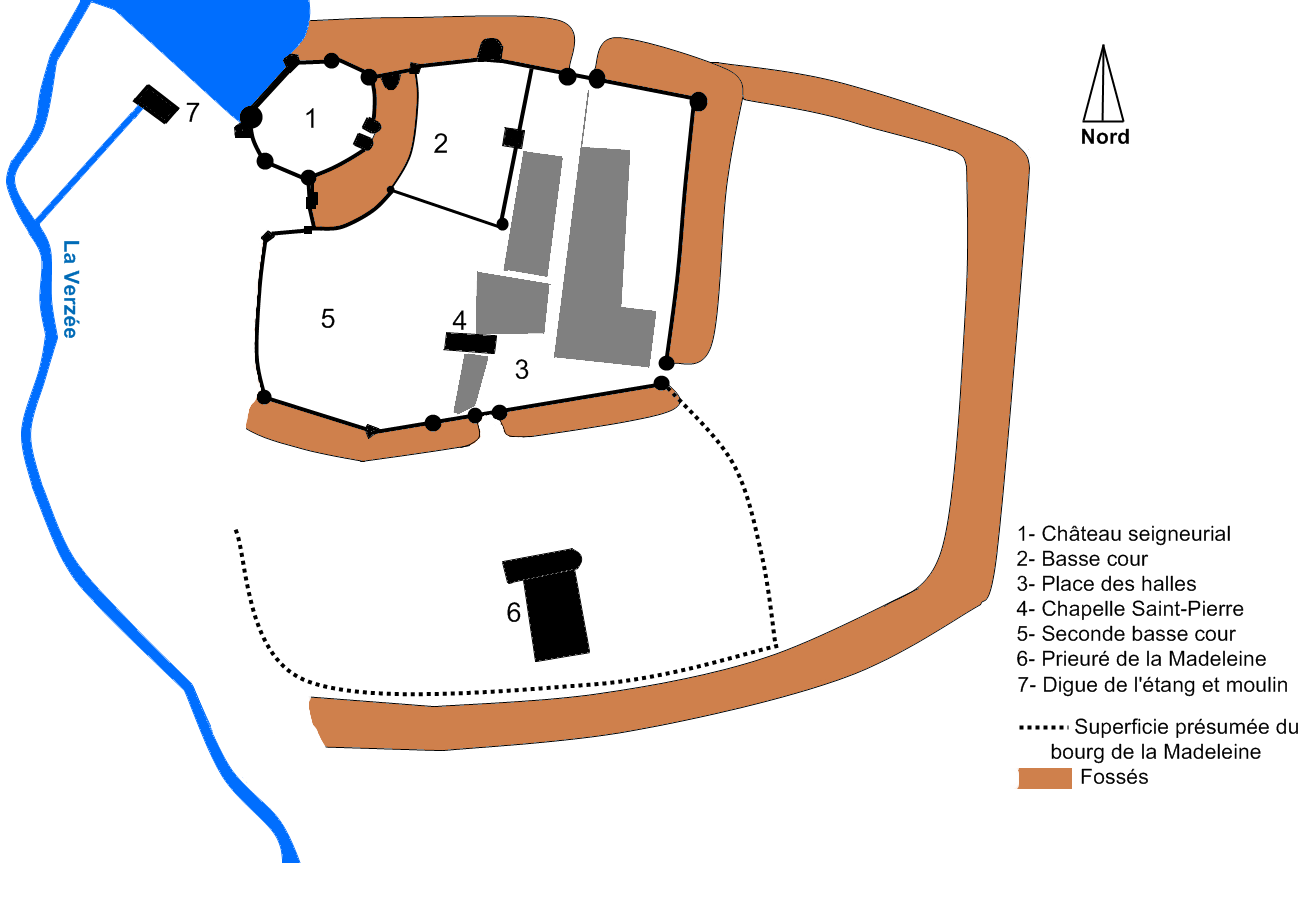
Pouancé durant le XVe siècle.

En 1467, Jean II d'Alençon complote avec le duc de Bretagne François II contre le roi de France, Louis XI. Les Bretons attaquent en octobre 1467, le siège est mis au château de Pouancé, défendu par le « sieur de Villiers » pour le compte du roi de France, sans le consentement de Jean II. Après trois jours de siège, la forteresse tombe, et les Bretons cèdent au pillage et autres exactions, brûlant le château et la ville. En juillet 1468, la contre-attaque française chasse les Bretons de Pouancé. Dès lors, la forteresse angevine devient une composante essentielle du système de défense et d'attaque des troupes françaises contre la Bretagne. En 1472, Louis XI y séjourne avec plus de 5 000 hommes quand il apprend que des troupes bretonnes sont concentrées vers La Guerche. En 1488, Louis de la Trémoille y rassemble 12 000 hommes avant de mettre le siège sur Châteaubriant, débutant ainsi une campagne militaire contre le duché de Bretagne qui aboutira à terme à son annexion au royaume de France.
C'est vraisemblablement dans cette dernière moitié du XVe siècle que le château subit toute une série de réaménagements défensifs, avec l'érection de la tour Heptagonale, la construction des moineaux et de la caponnière, la mise en place du bastion et de la tour à bec dans les basses-cours. Cette frénésie de constructions défensives coïncide avec cette période de tensions franco-bretonne, qui voit naître une véritable militarisation des forteresses des Marches de Bretagne,.

### Ultime rôle militaire pendant les guerres de Religion
En 1562, la seigneurie passe aux mains de la maison de Cossé-Brissac, notamment à Charles II de Cossé. Fervent catholique, il entre en 1590 dans la Ligue catholique et s'oppose au roi Henri IV. En 1592, madame de Brissac envoie un dénommé Chanjus, capitaine et commandant du château de Pouancé, prêter hommage au roi à Angers. Malgré le désir de neutralité, la ville et le château sont occupés en 1593 par une cinquantaine de soldats du duc de Mayenne. Celui-ci se rallie au roi en 1596, mais le duc de Mercœur, gouverneur de Bretagne, continue le combat. En septembre 1597, le capitaine Chanjus rend le château à Mercœur qui y installe sûrement une garnison. Celui-ci finira par se soumettre en mars 1598, mettant fin à la huitième guerre de Religion.

### L'abandon de la forteresse militaire

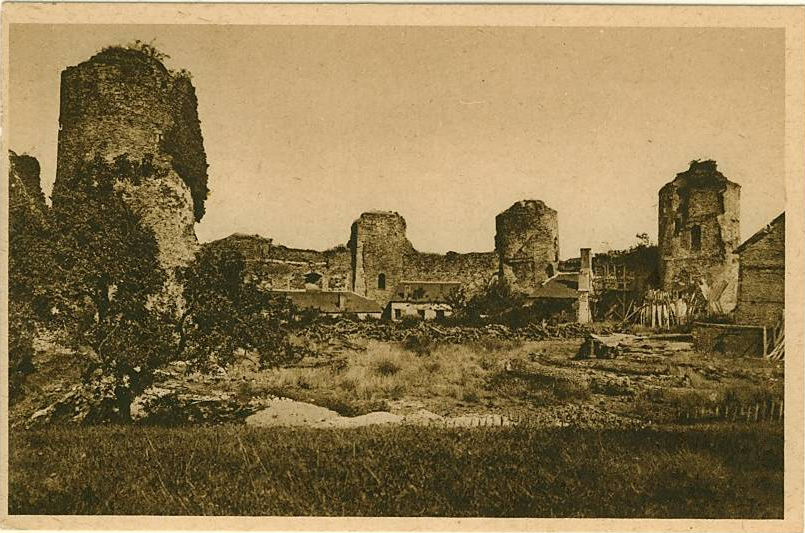
Haute cour de la forteresse avant 1916. Des habitations et ateliers sont construits le long des remparts. À droite, la tour du Moulin avant son effondrement en 1916. À gauche, la tour Criminelle, effondrée en 1936.

Le château a depuis longtemps perdu son rôle de résidence seigneuriale. La maison de Cossé-Brissac ne s'y rend qu'en de rares occasions. Cependant, François de Cossé y meurt en 1651 et son corps y est un temps exposé. Au cours des XVIIe et XVIIIe siècles, plusieurs salles sont encore habitables, puisque plusieurs personnes y résident : un jardinier en 1620, un lieutenant de bailliage y meurt en 1671, un officier « garde-marteau » y réside également entre 1756 et 1767. Une salle de perception est encore attestée dans la « salle basse » au début du XVIIe siècle. Cependant, la plupart des hommes chargés de la gestion de la seigneurie logent hors de la ville, dans des manoirs, logis et gentilhommières. Dès 1541, les anciennes murailles sont partiellement rompues et abandonnées. Au XVIIIe siècle, les habitants ont désormais le droit de les abattre s'ils en deviennent propriétaires.
C'est probablement dans la seconde moitié du XVIIIe siècle que les habitants de la ville décident de détruire le châtelet d'entrée, de combler les fossés, et de construire plusieurs maisons et ateliers à l'intérieur de la haute-cour, le long des courtines. S'ensuit une longue période d'abandon et de dégradation. Pourtant, lors du Congrès archéologique de France d'Angers de 1871, la forteresse est considérée comme « une belle ruine féodale, l'une des plus belles assurément que possède l'Anjou ». En 1880, dans son discours prononcé à la distribution des prix du lycée d'Angers, Paul Lehugeur mentionne le château de Pouancé : « Tout coin de l'Anjou a sa ruine féodale, mais c'est à Pouancé qu'il faut chercher la grande forteresse, avec sa double enceinte et ses puissantes défenses ». En 1911, une école privée catholique, l'école de l'Enfant-Jésus, est construite entre le bastion et la poterne nord. Pour ce faire, la partie supérieure des murailles nord est détruite. En 1915, la tour du Moulin, où se trouvait l'atelier du peintre Emmanuel Calmel s'effondre avec une partie de la muraille, ouvrant une brèche béante dans l'enceinte, jusqu'ici préservée. Le site est classé monument historique en 1926. En 1929, l'architecte en chef des monuments historiques procède à un relevé des ruines « afin d'en conserver au moins le souvenir ». À la suite du relevé mettant en avant les risques d'effondrement, le marquis de Montault, propriétaire du château, fait évacuer les derniers habitants. En 1934, les Beaux-arts font abattre les maisons désormais abandonnées de la haute-cour. La partie supérieure d'une seconde tour, la tour Criminelle, s'effondre en 1936, alors que l'on cimente le haut des tours et des remparts pour éviter d'autres dégradations.

### Redécouverte et sauvetage

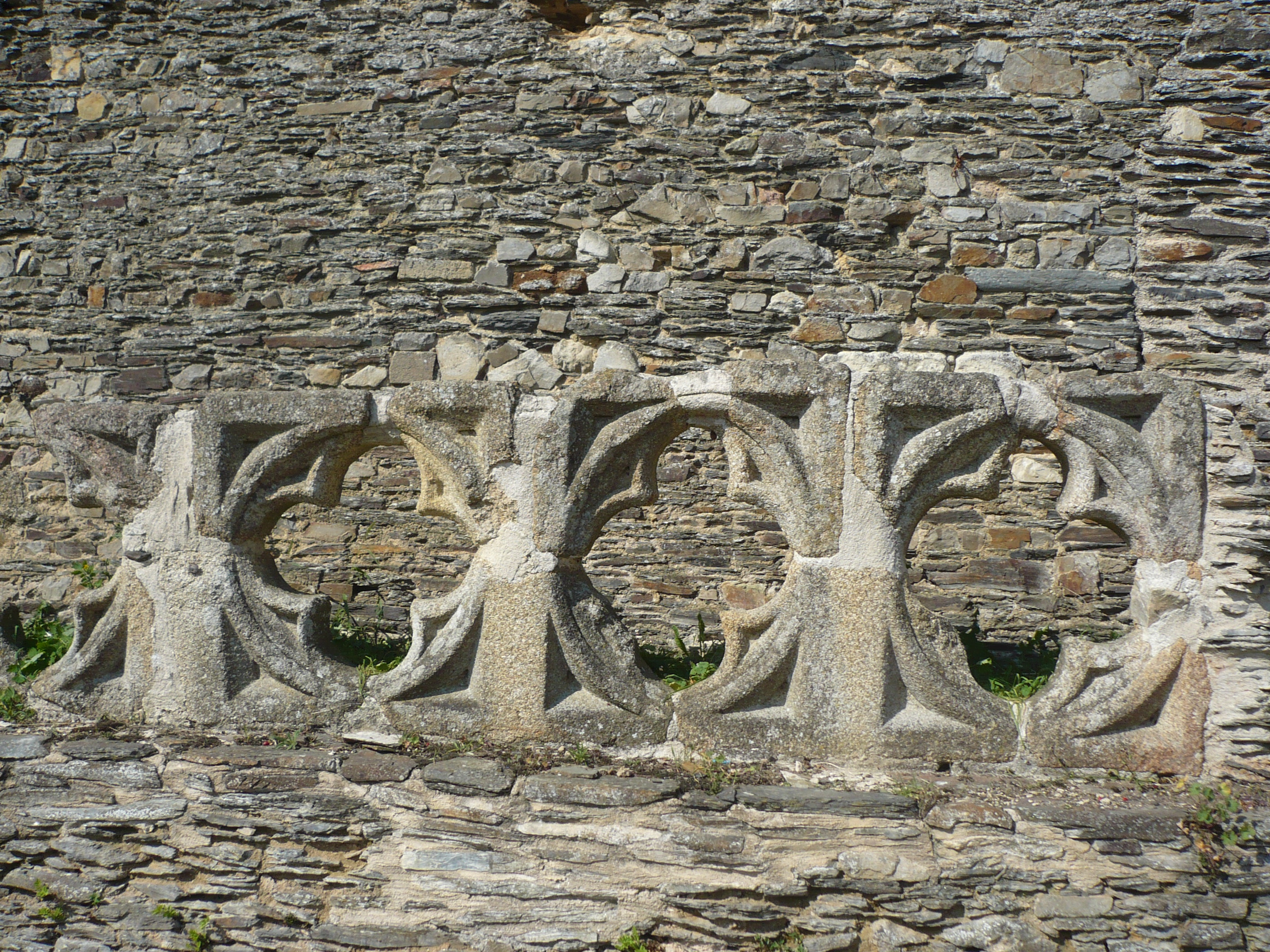
Ouvertures quadri-lobées trouvées lors des fouilles dans les années 1960.

Louis Bessière, marchand et pouancéen, indigné par l'état d'abandon de la forteresse, contacte dès 1960 l'architecte des monuments Historiques du Maine-et-Loire. En 1964, il organise la première opération « Bois-Dormant », pendant laquelle deux cents jeunes participent au débroussaillage et au nettoyage du château. Chaque année, une opération « Bois-Dormant » va permettre d'entretenir le château, jusqu'en 1974. Lors de ces différents chantiers, les bénévoles débroussaillent complètement la cour du château, déblaient la glacière et son couloir d'accès, ainsi que la salle basse de la tour Heptagonale, l'intérieur de la Grosse Tour et la caponnière. Plusieurs découvertes sont faites : des encadrements de portes et de fenêtres, des linteaux en accolades, des restes d'escaliers à vis, ainsi que plus d'une vingtaine de boulets d'artillerie en schiste ou en granite, pesant jusqu'à 70 kg. Autres découvertes, une série d'ouvertures quadri-lobées en granite rouge, probablement du XVe siècle, ainsi qu'une monnaie en argent d'Aquitaine (entre 1468-1474). En janvier 1968, Louis Bessière, en tant que président du Syndicat d'Initiative, reçoit un prix des monuments historiques pour le travail effectué par les chantiers de jeunes.
En 1976, Louis Bessière et Mme de Montault signent la cession du château à Louis Bessière, qui en devient dès lors propriétaire. La signature se fait symboliquement dans la glacière du château, décorée de tapisseries pour l'occasion. En 1977, des travaux de restauration ont lieu, dirigés par l'architecte des Bâtiments de France, M. Prunet, et financés en partie par le Conseil général de Maine-et-Loire. Ceux-ci se poursuivent en 1978. Louis Bessière meurt en octobre 1978 et lègue le château à la commune.
En 1981 est créée à Pouancé l'association C.H.A.M (Chantiers Histoire et Architecture Médiévales). L'association prend en charge les fouilles, la rénovation et la mise en valeur du château de Pouancé. Malgré les travaux de consolidation et de sauvegarde mis en place à partir de 1980, une partie de l'enceinte s'effondre de nouveau en 1982, puis en 1995.
En 1992, l'archéologue Thierry Géhan est mandaté par le Service régional de l'archéologie pour effectuer des « travaux de restauration et de mise en valeur » pendant une quinzaine de jours, avec un crédit de 2 000 francs. Cette autorisation sera renouvelée en 1993 et 1994. En partenariat avec le C.H.A.M, il effectue dès 1992 un sondage dans les douves à la pelle mécanique. Celle-ci creuse environ 4,5 mètres de profondeur avant d'atteindre l'éventuel dernier niveau de curage des fossés. Il dégage également les piles de la passerelle d'entrée et la tour sud du châtelet. La tour nord est dégagée et étudiée en 1993. Enfin, en 1994, une partie des fossés est complètement dégagée, mettant au jour le moineau nord. Une tranchée de sondage effectuée la même année dans l'intérieur de la cour révèle des traces de trous de poteaux.
En 1996, le C.H.A.M participe à sa dernière saison sur le site. Il est remplacé en 1997 par l'association des Compagnons Bâtisseurs de Bretagne, qui participe à la rénovation du château lors de chantiers de jeunes bénévoles français et internationaux.

### Aujourd'hui
L'édifice est aujourd’hui parfois considéré comme la « seconde forteresse de l'Anjou », après le château d'Angers, s'intégrant dans une des deux dernières villes closes angevines ayant conservé une partie de leur enceinte urbaine. Le château médiéval est ouvert au public de mi-juin à mi-septembre. La visite guidée du site dure une heure environ. Aucune visite libre n'est cependant possible. Hors saison, la visite est accessible uniquement sur réservation. Propriété de la commune, c'est actuellement l'Office de Tourisme de l'Anjou bleu qui gère les visites guidées. 
Malgré son importance historique et patrimoniale, le château n'a encore fait l'étude d'aucune analyse archéologique approfondie. En 2010, un comité scientifique décide d'inclure Pouancé et son château sur la liste des 21 communes susceptibles d'être inscrites, dans le cadre des Marches de Bretagne, au Patrimoine mondial de l'UNESCO. La compréhension du site s'améliore dans les années 2010 à la suite d'une thèse ainsi que d'études d'archéologie du bâti en lien avec des travaux de consolidation.

## Description

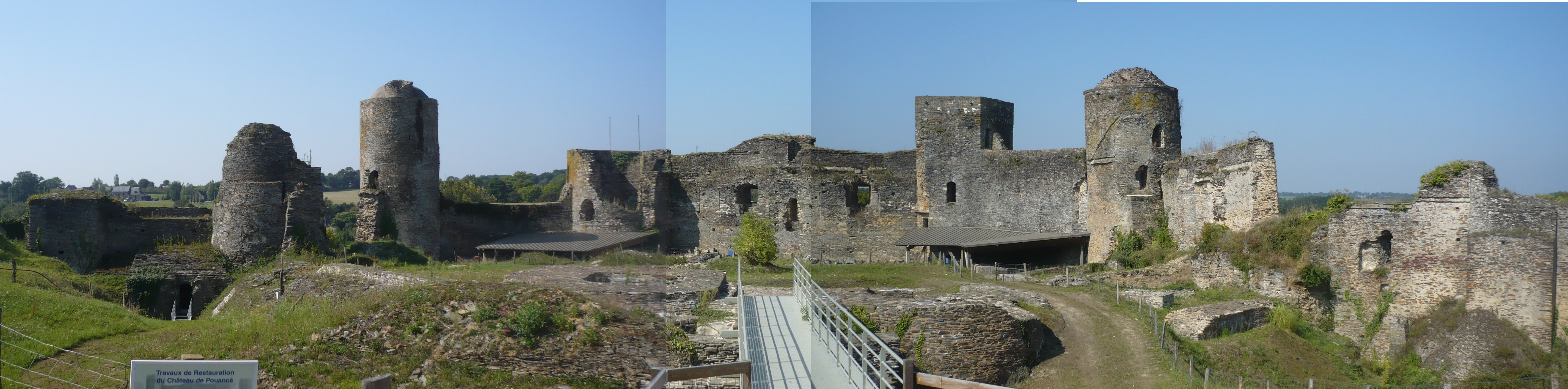
Panoramique intérieur du château médiéval.

### Généralité
Implanté sur un surplomb schisteux naturel, dominant l'étang de Saint-Aubin à l'ouest et la rivière de la Verzée, protégé par une enceinte flanquée de forme ovale comprenant six tours cylindriques et percée de trois accès, le château fort se compose d'une basse et d'une haute cour, séparées par des fossés. L'édifice est construit pour la plupart de moellons de schiste ainsi que d'éléments en granite. Le village s'est étalé en arrière de la forteresse, sur le plateau.

### Système d'entrée

#### Tour Porche

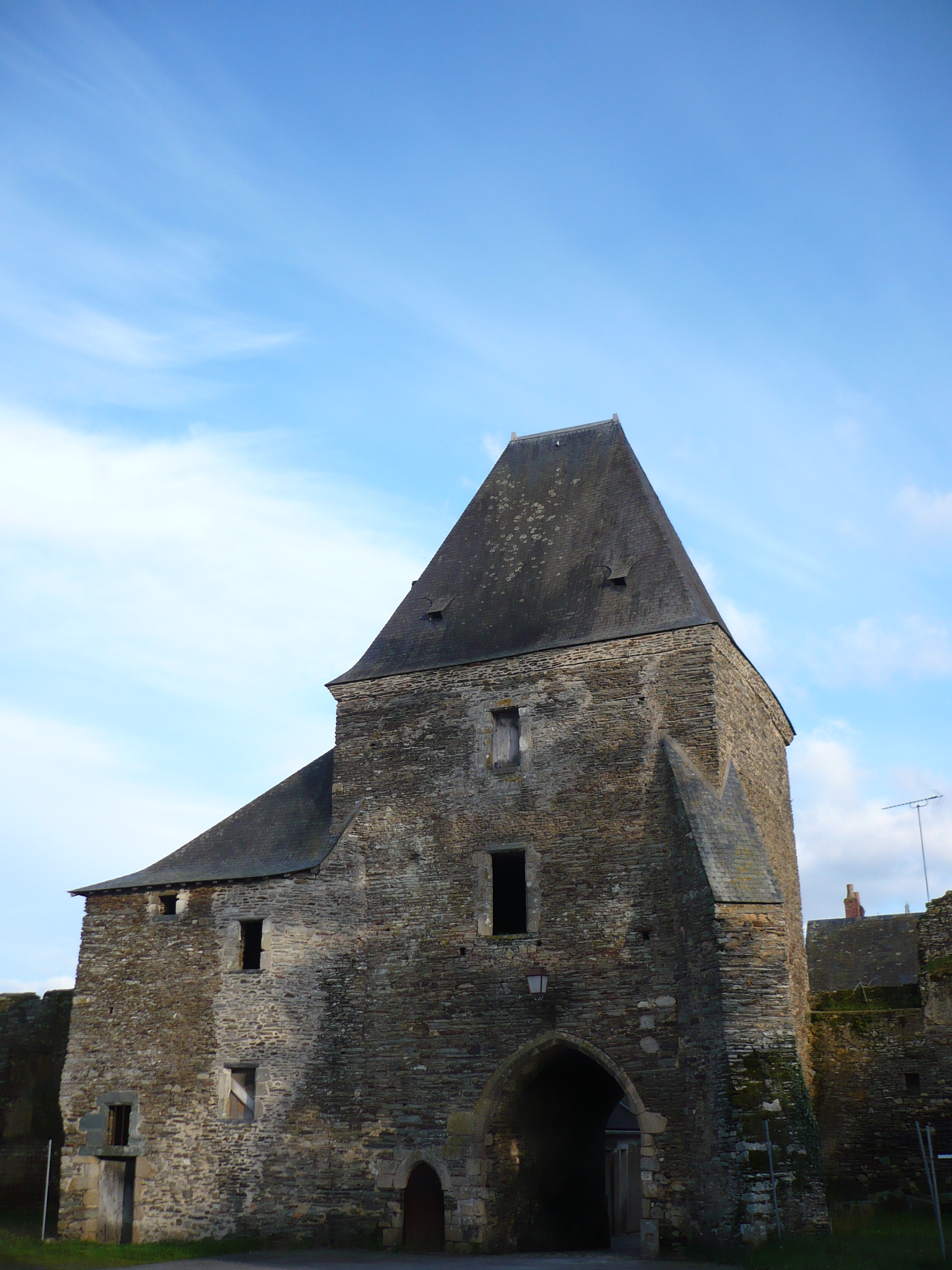
Tour Porche, côté basse-cour.

La tour Porche (XVe siècle) est le seul passage connu permettant d'accéder à la basse-cour depuis la ville ; elle est percée de deux portes, une charretière et une piétonne (murée côté ville), couvertes par des voûtes en berceau brisé. Agrandie sur son côté nord au XVIIe siècle, cette tour Porche a perdu son aspect défensif ; les deux étages et l'étage de comble ont été alors transformés en logements avec notamment la pose de fenêtres.
Son système de défense est inconnu. La porte garde encore l'emplacement d'un gond en pierre, renforcé de fer. En 1878, Célestin Port fait mention de traces de herses et de pont-levis, indiscernables aujourd’hui.

#### Châtelet

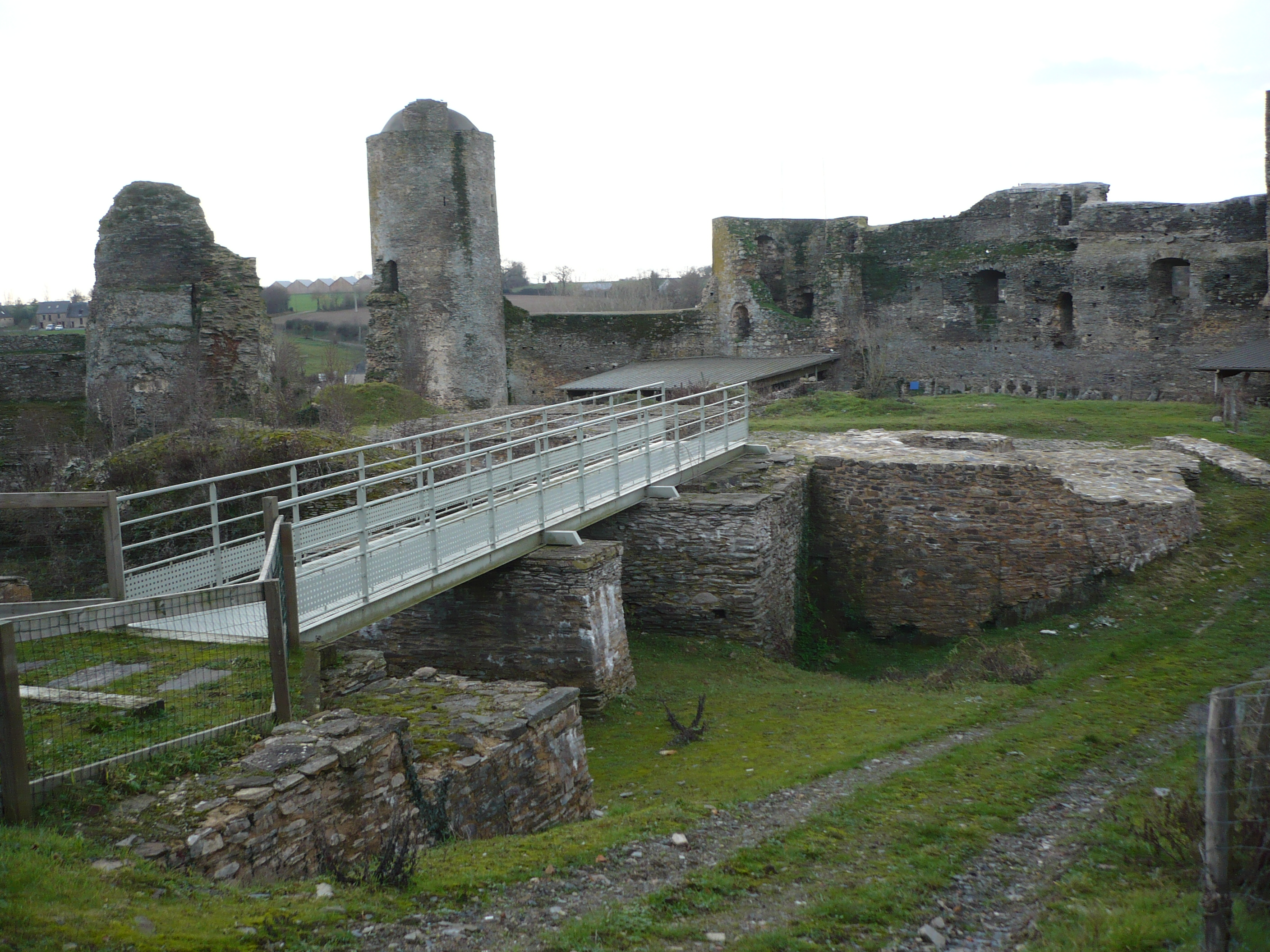
Piles de soutien, passerelle, et base des tours du châtelet d'entrée.

L'accès à la haute-cour était gardé par un châtelet d'entrée avec une passerelle. Celle-ci va connaître plusieurs phases : dans une première, au XIIIe siècle, la passerelle s'appuie sur trois piles de soutien, peut-être doublées par un pont-levis manipulé depuis le châtelet. La première pile côté basse-cour se voit transformée en culée aux alentours du XVe siècle. Enfin, plus tard, la première pile côté haute-cour est elle aussi transformée en culée, traduisant l'abandon d'un éventuel pont-levis dans une période plus moderne.
Le châtelet en lui-même se compose de deux tours en « U » qui ont leurs assises directement sur le socle de schiste. Leur intérieur est très étroit : pas plus de 3,5 mètres de côté. Chacune s'est vue adjoindre d'un petit bâtiment circulaire, probablement pour abriter un escalier à vis.

#### Fossés
La haute-cour et la basse-cour de la forteresse sont séparées par des fossés secs, barrés à chaque extrémité par une poterne (sud et nord). Ils ont vraisemblablement été creusés dans une faille naturelle du socle rocheux qui aurait été aménagé. Les fossés ont ensuite été totalement remblayés au XIXe siècle et au début du XXe siècle, servant de dépotoir communal.

#### Poternes d'accès
Deux poternes percées dans le mur d'enceinte, une au nord (passage cavalier) et une au sud (passage charretier) débouchaient dans les fossés. On ignore le système de communication entre celles-ci et la haute-cour. Une troisième poterne avec herse se trouve au pied de la Grosse tour, donnant accès à la caponnière.
La poterne nord débouche directement dans les fossés. C'est un simple passage piétonnier muni d'une porte avec gonds en pierre et barre de calage. Elle est condamnée de l'intérieur au XVe siècle par la construction d'un moineau.
La poterne sud du château est la mieux conservée : en schiste rouge avec une arcature de granite, elle est défendue par une herse actionnée à partir d'une salle au-dessus du passage, et renforcée d'une porte à battants, dont les gonds et les trous de la barre de fermeture sont encore visibles. Le passage côté fossés a été muré au XVe siècle lors de la construction des moineaux. La salle de manœuvre de la herse était reliée au chemin de ronde par un escalier à vis, et reliée aux salles de tirs des moineaux sud par une passerelle et un escalier droit.
La poterne de la Dame Blanche s'articule dans la courtine liant la Grosse tour à celle de la Dame Blanche, aux pieds de la Grosse tour. Datant probablement de la même époque que cette dernière (XIVe siècle), elle possède encore la glissière de la herse, se manœuvrant d'une salle dont l'accès se fait par le rez-de-chaussée de la Grosse tour. Elle était protégée par des mâchicoulis, comme en témoignent les corbeaux arrondis au-dessus de l'accès extérieur.

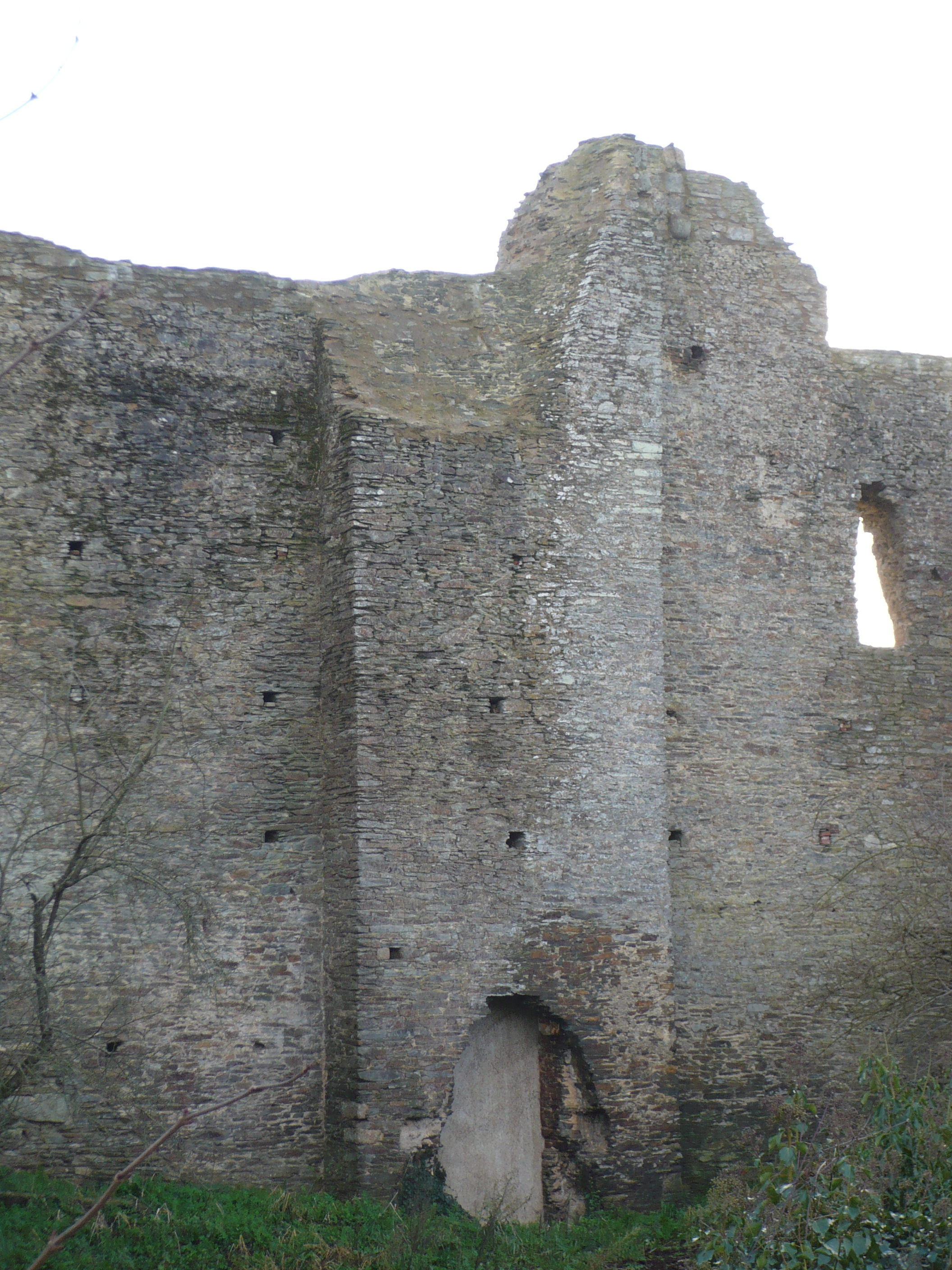
Poterne nord, vue de la route.
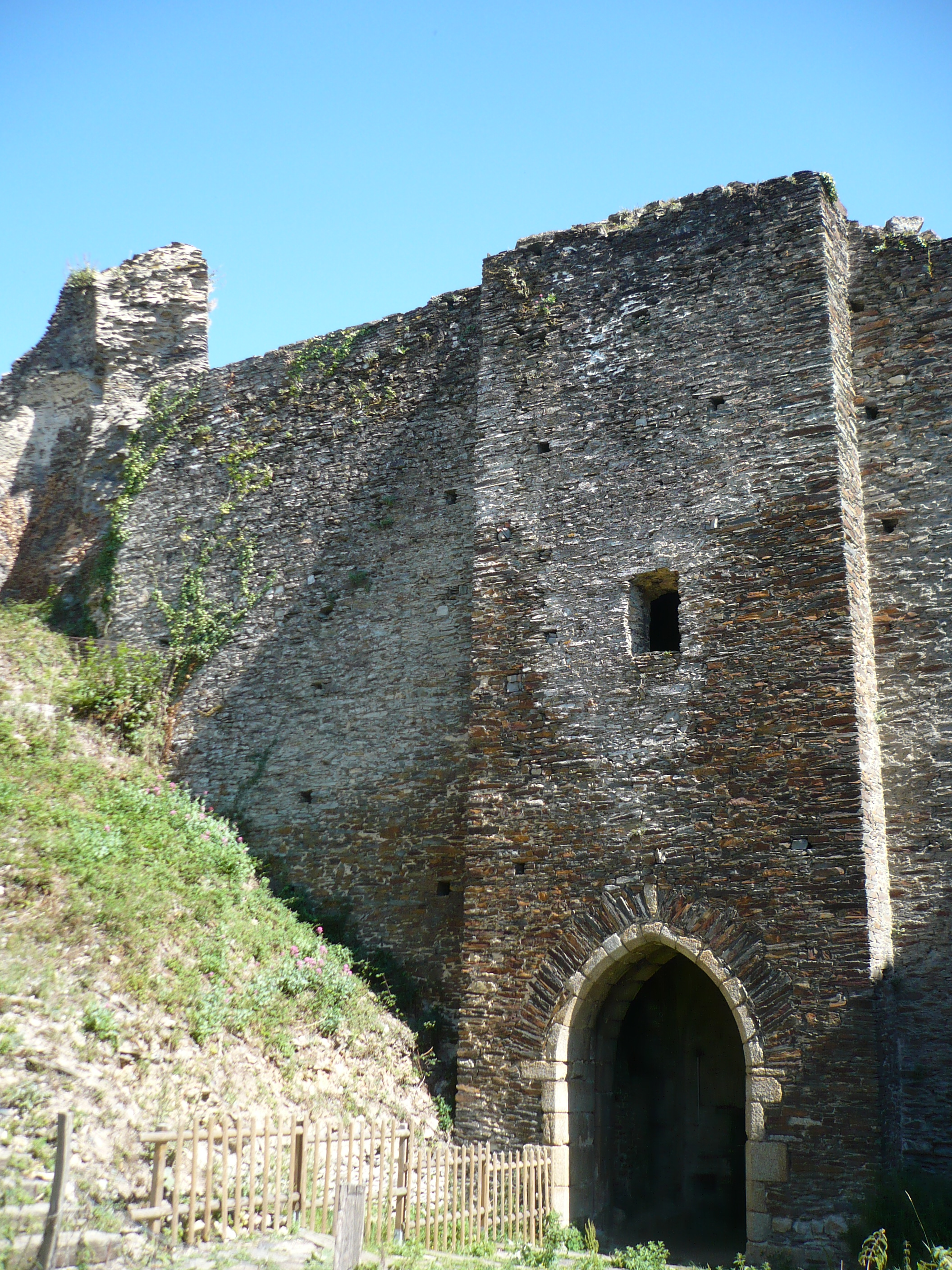
Poterne sud, vue de la route.

### Les tours
En partant du nord vers le sud :
- tour du Moulin : la tour du Moulin date probablement du XIIIe siècle. Sa partie supérieure s'est effondrée en 1915[36] ;
- tour Saint-Antoine : la tour Saint-Antoine date probablement du XIIIe siècle. Elle aurait subi un réaménagement au XIVe siècle pour y intégrer un escalier à vis. Complète, avec son dôme de couverture maçonné, elle possède cinq meurtrières disposées en quinconce sur deux niveaux. Elle possède en tout trois étages. Dans la maçonnerie extérieure, on remarque les traces d'un toit de couverture d'un bâtiment[36] ;
- tour Heptagonale : la tour Heptagonale date du XVe siècle, probablement construite sur une tour antérieure. Elle est constituée à sa base d'une salle basse, nommée Salle des couleuvrines, qui dispose de trois ouvertures de tir pour l'artillerie à poudre. L'élévation de la tour se poursuit ensuite sur quatre niveaux – un rez-de-chaussée et trois étages – desservis par un escalier à vis, en schiste et tuffeau, et comptant quatre ouvertures de tirs[36] ;
- Grosse tour : la Grosse tour date probablement du XIVe siècle. Sa partie haute est arasée. Elle dispose de deux étages plus un rez-de-chaussée. Sur les étages, il a été retrouvé les restes d'une cheminée, ainsi que d'une latrine. Son plan, circulaire au rez-de-chaussée, se développe en heptagone dès le premier étage[36] ;
- tour de la Dame blanche : la tour de la Dame blanche date probablement du XIIIe siècle, voire de la fin du XIIe siècle. Elle ne possède aucune ouverture de tir et aucun aménagement intérieur, si ce n'est un escalier à vis partant d'un étage pour arriver au sommet de la tour. Celle-ci dispose encore de son dôme de couverture d'origine, cimenté à la fin du XXe siècle pour éviter les infiltrations d'eau et les dégradations[36] ;
- tour Criminelle : la tour Criminelle date probablement du XIIIe siècle, voire de la fin du XIIe siècle. Construite sur le même modèle que la tour de la Dame blanche, elle s'est effondrée en 1936. Elle aurait possédé un étage voûté en pierre percé en son centre[36].

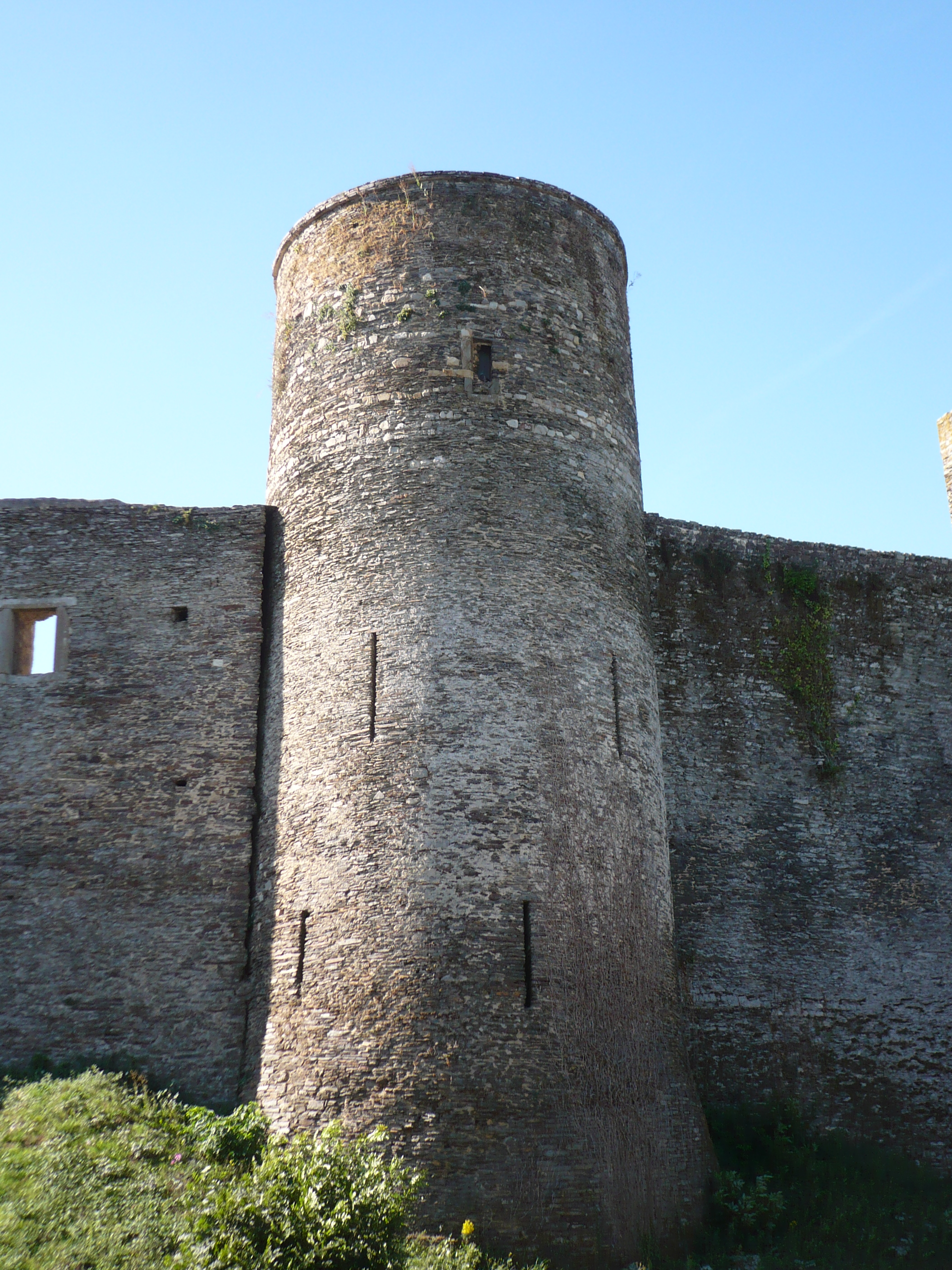
Tour Saint-Antoine, vue de la route.
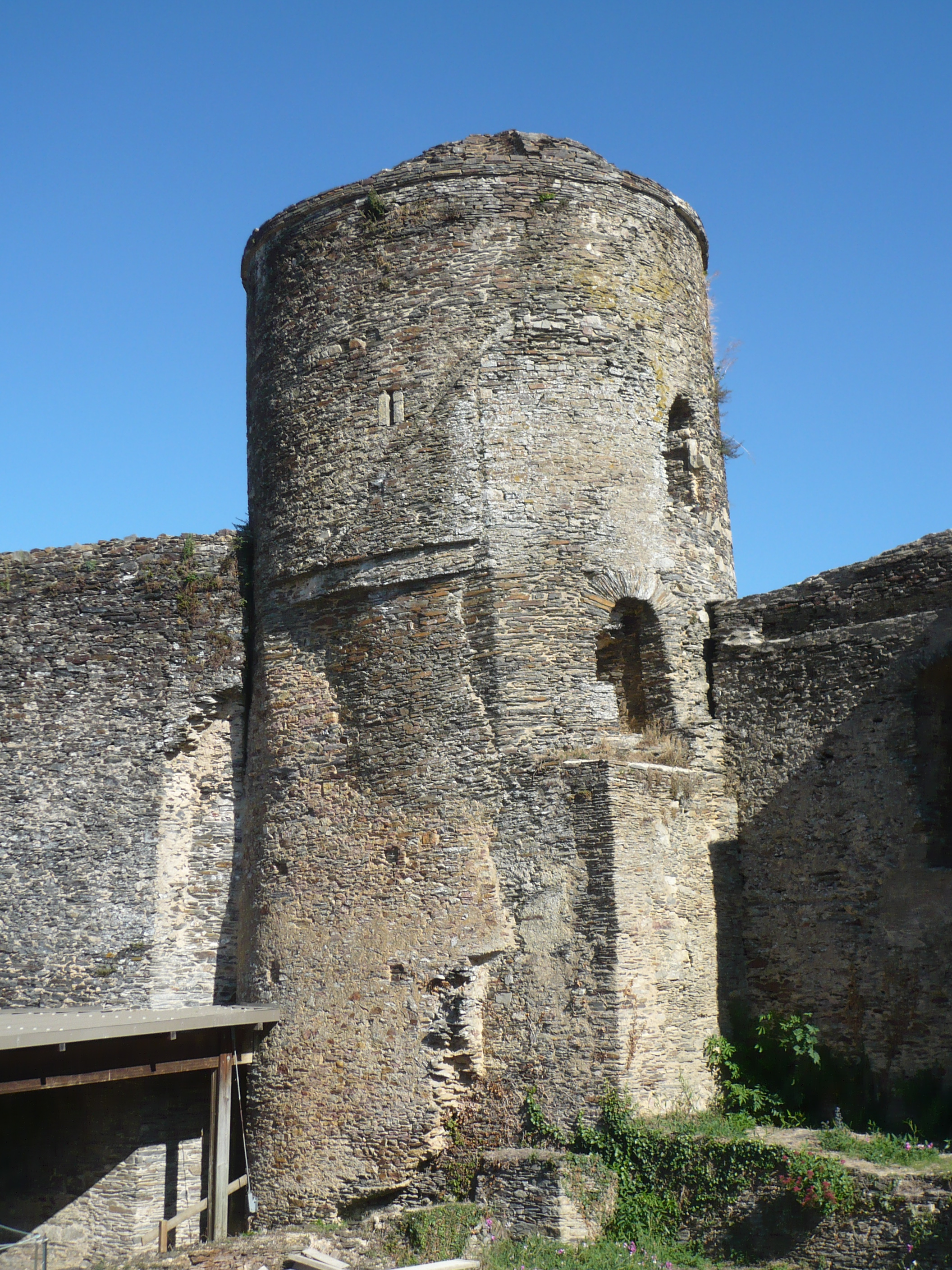
Tour Saint-Antoine, vue de la haute-cour.
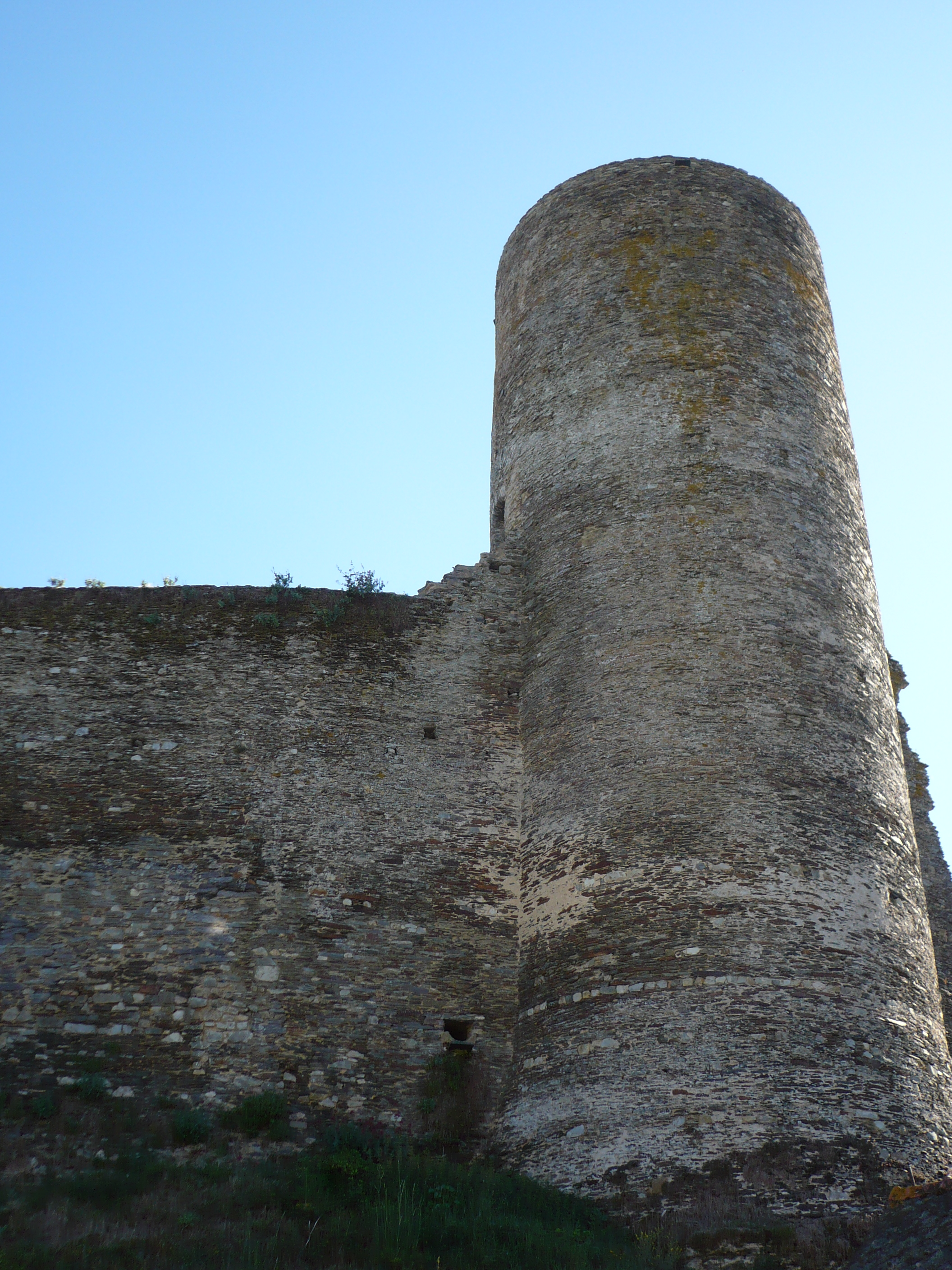
Tour de la Dame Blanche, vue de la route.
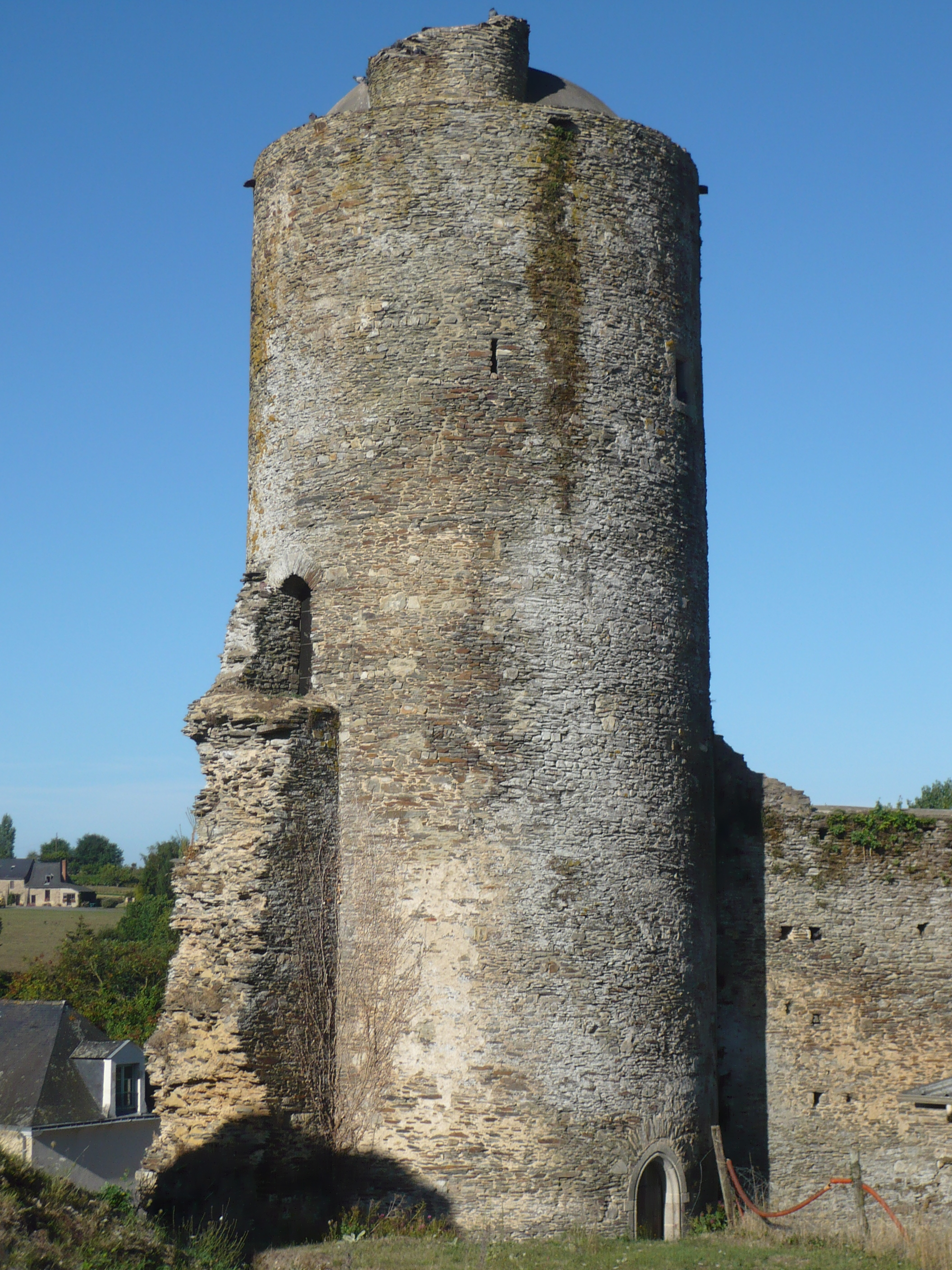
Tour de la Dame Blanche, vue de la haute-cour.
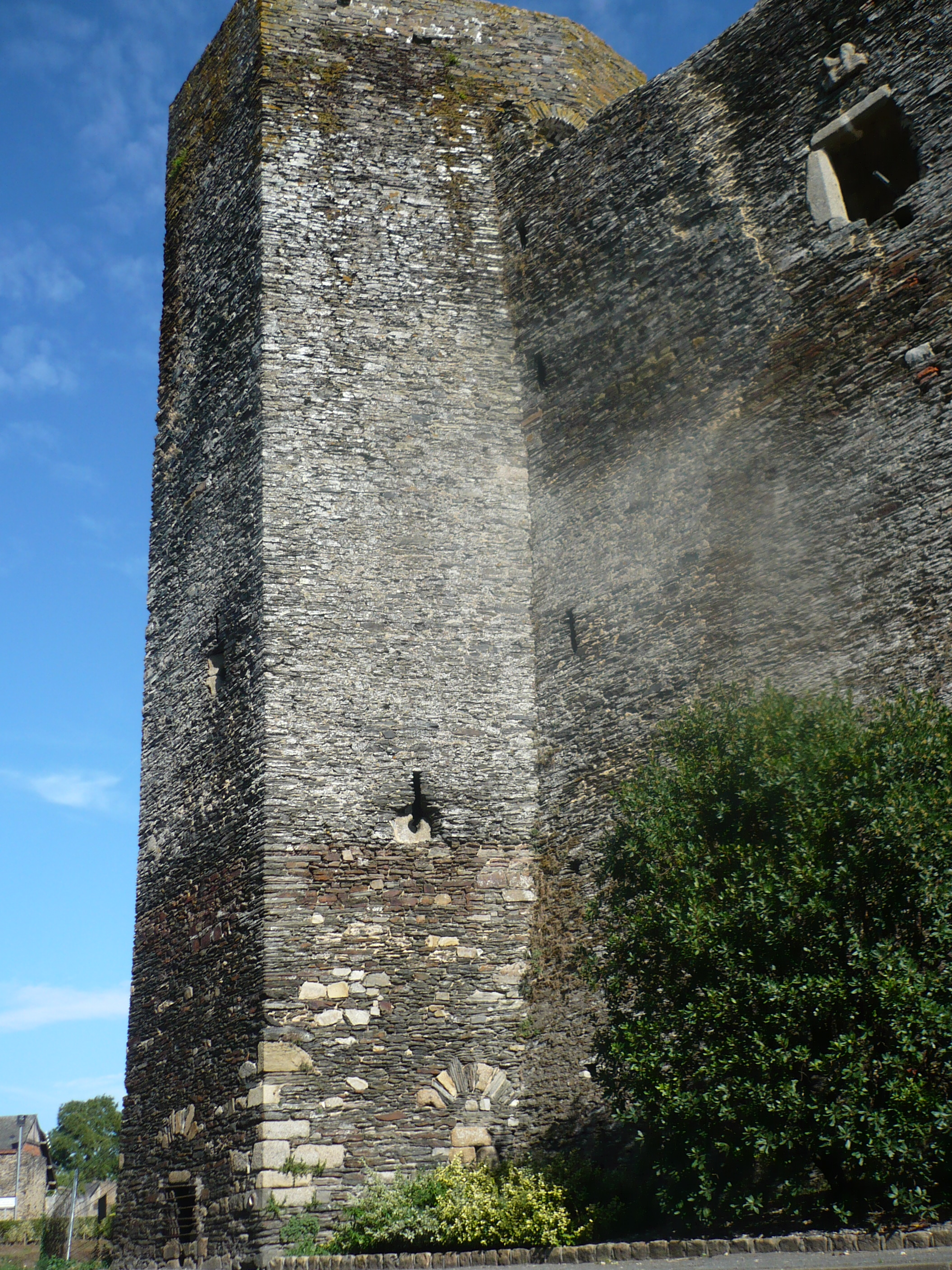
Tour Heptagonale, vue de la route.
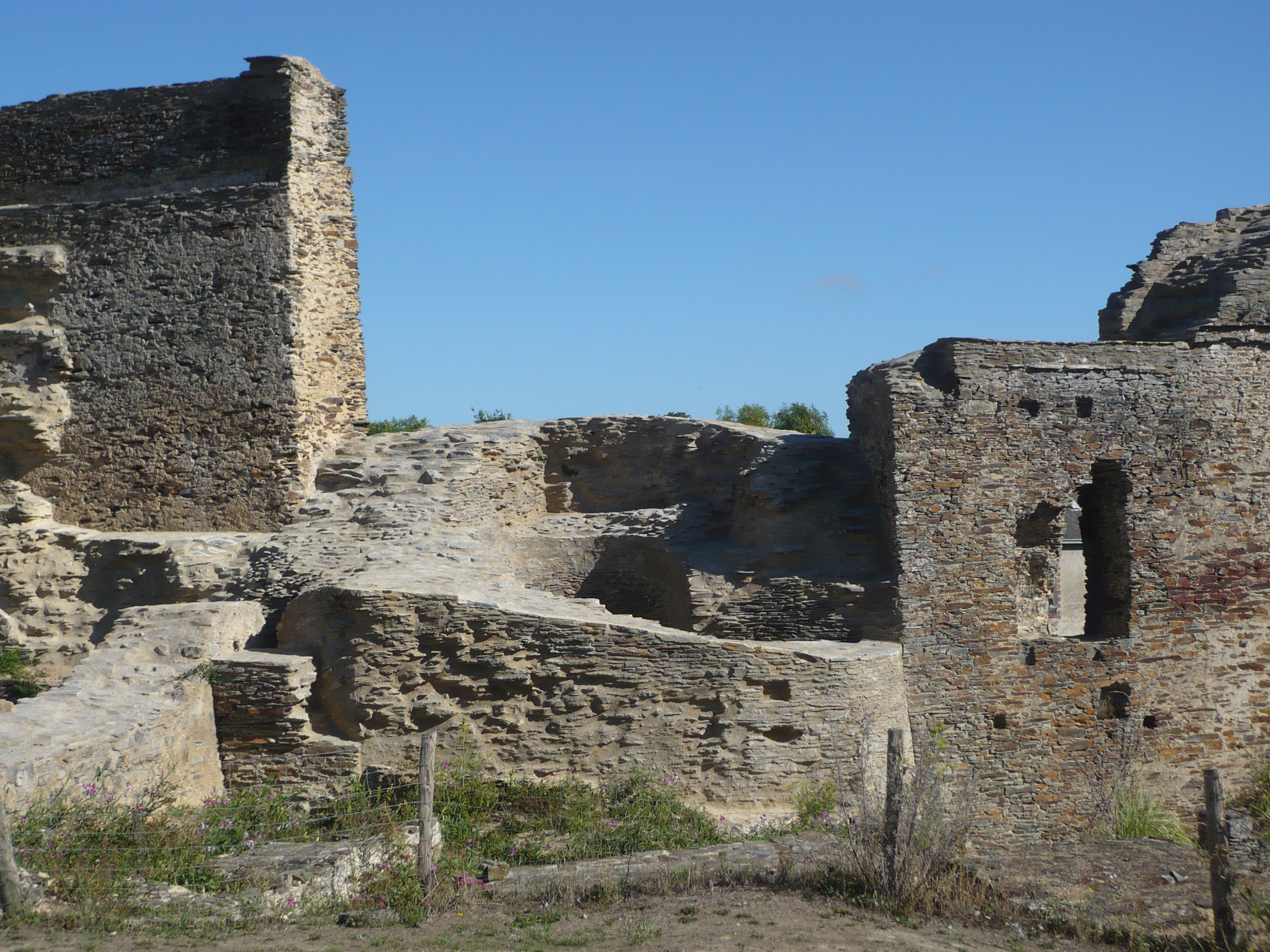
Tour du moulin (vestiges), vue de la haute-cour.
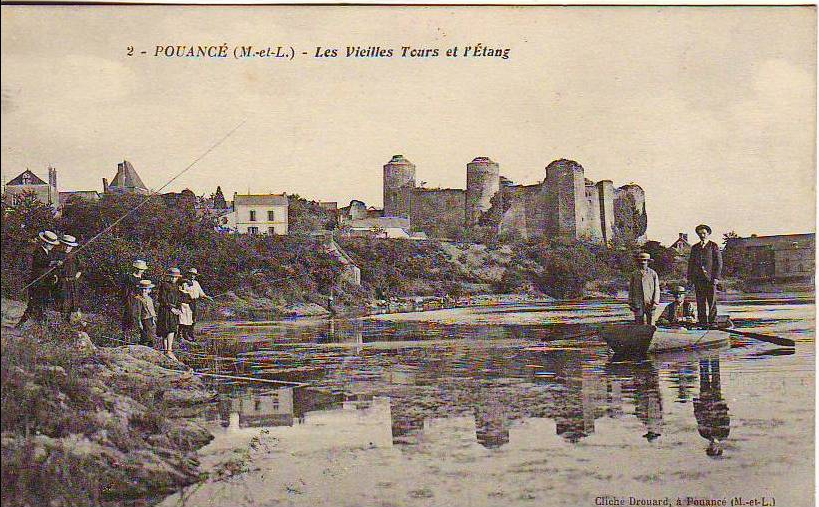
Tour du moulin (à gauche) avant son éboulement en 1915.
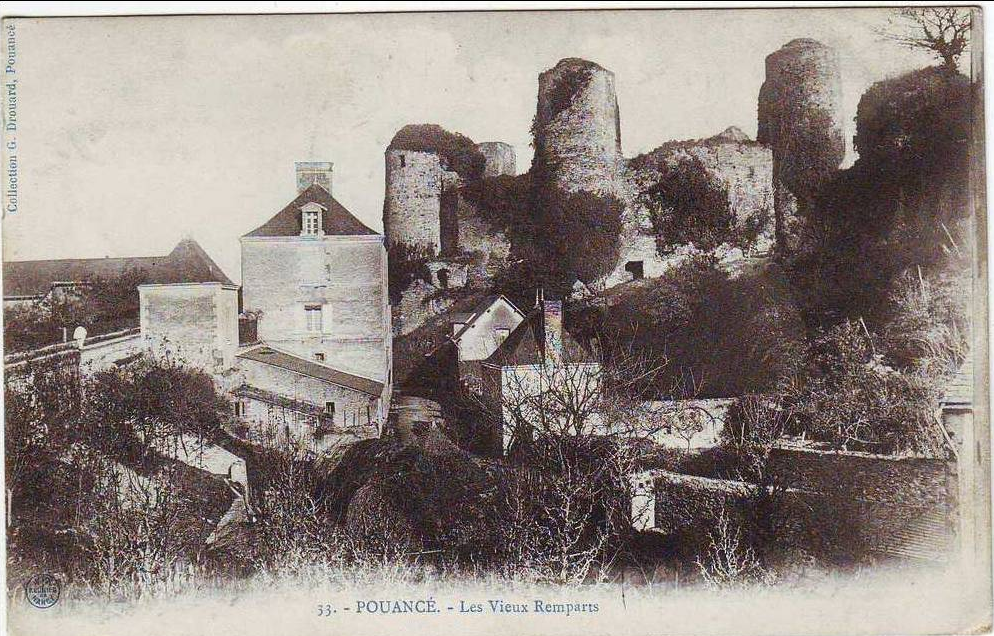
Tour Criminelle (à droite) avant son éboulement en 1936.

### Les logis et bâtiments civils

#### Le Grand logis
Le logis seigneurial, dégagé lors des fouilles de 1991, est un vaste bâtiment rectangulaire à un étage d'environ 24 mètres sur 8 mètres. Les traces d'ancrage des rampants du toit sont visibles sur la courtine. On y trouve les restes d'une cheminée centrale et de plusieurs fenêtres à coussièges. Le niveau de sol est encore en place, carrelé de tomettes vernissées en quinconce. Sur l'étage, on trouve encore les restes des deux ouvertures encadrées de granite vers l'extérieur ainsi qu'un escalier à vis permettant d'accéder au chemin de ronde.

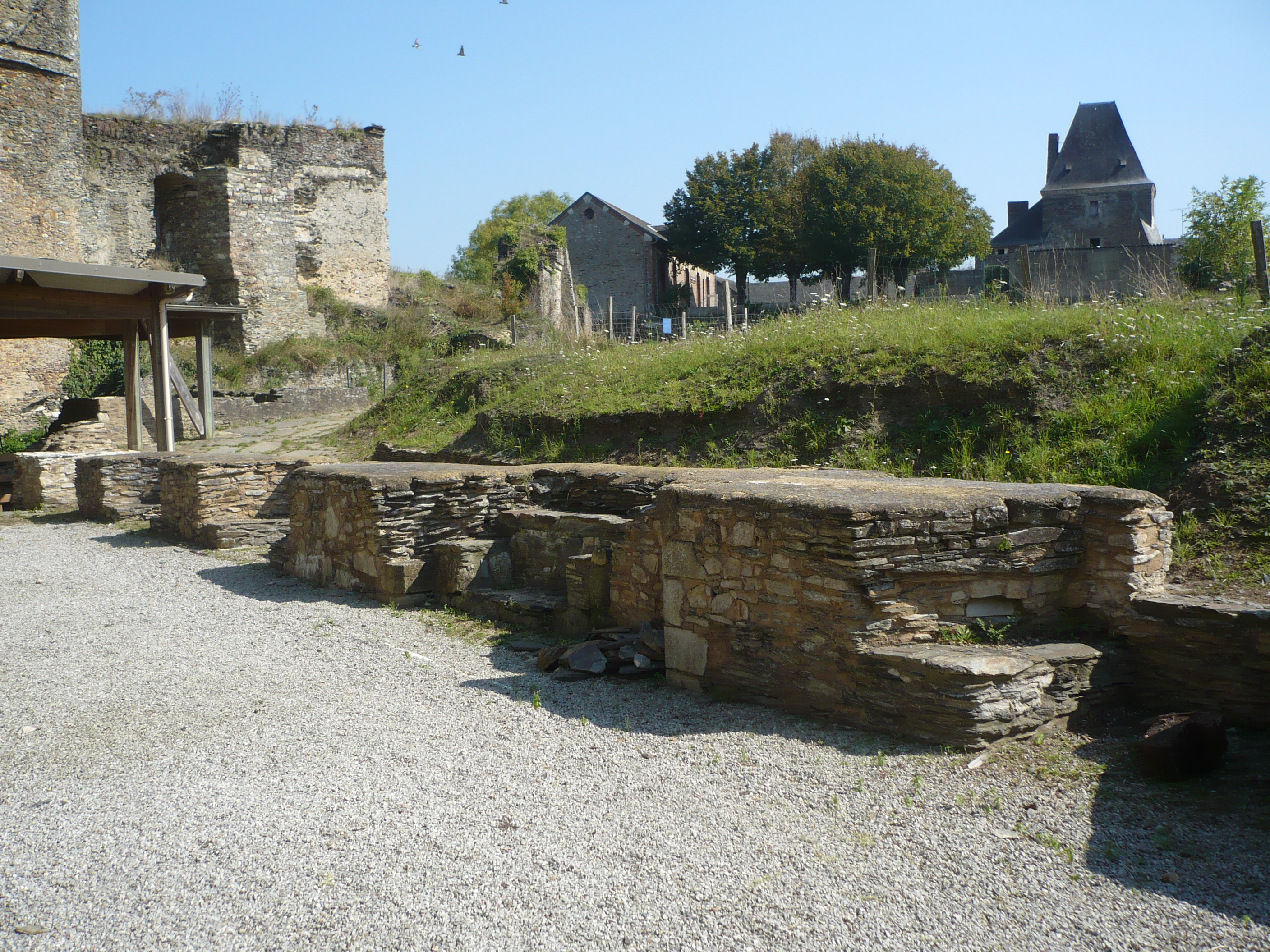
Vestige du Grand logis. Au centre, la cheminée, encadrée par les fenêtres à coussièges.
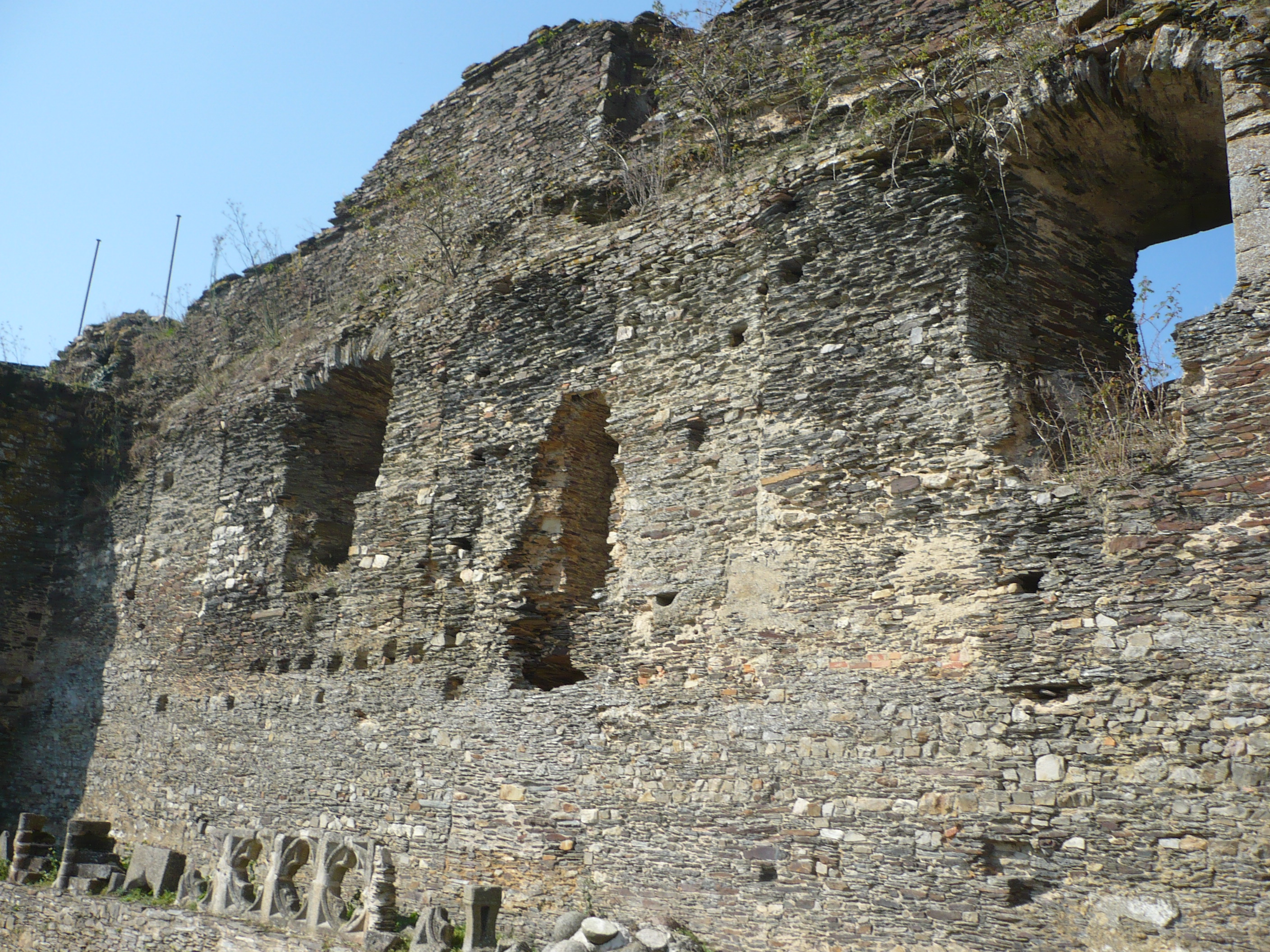
Mur intérieur du Grand logis.

#### La glacière
Sous le corps de logis, une salle souterraine entièrement aveugle, voûtée en berceau, est habituellement qualifiée de glacière. On y accède par un couloir voûté de 13 mètres de long. La salle s'étend sur vingt mètres de longueur et quatre de largeur. Le sol est taillé dans le schiste et une rigole faisant le tour de la pièce permet de récupérer les eaux d'infiltration. Les traces de coffrage en bois datant de la construction sont encore visibles, imprimées dans le mortier.

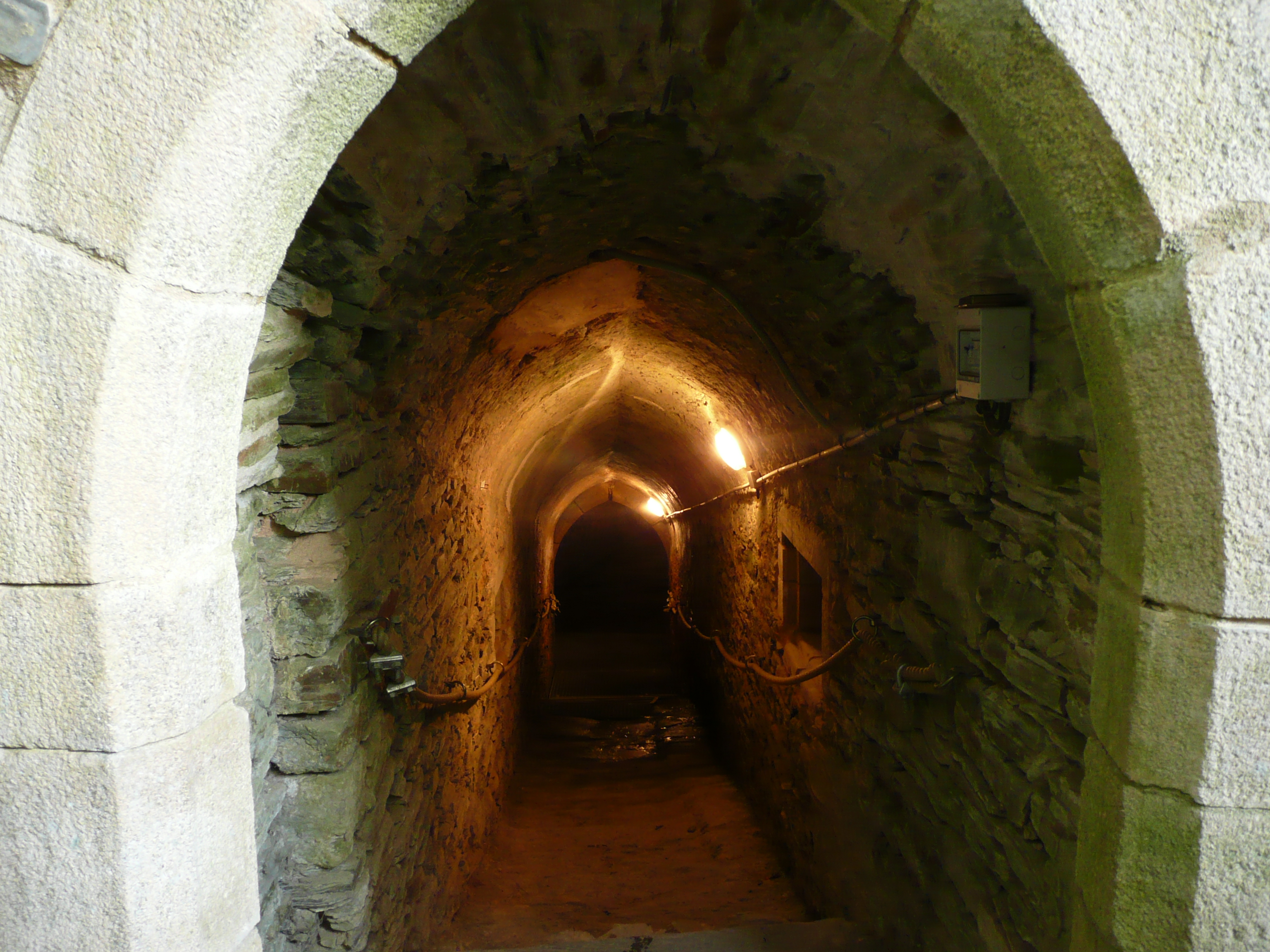
Couloir d'accès voûté.
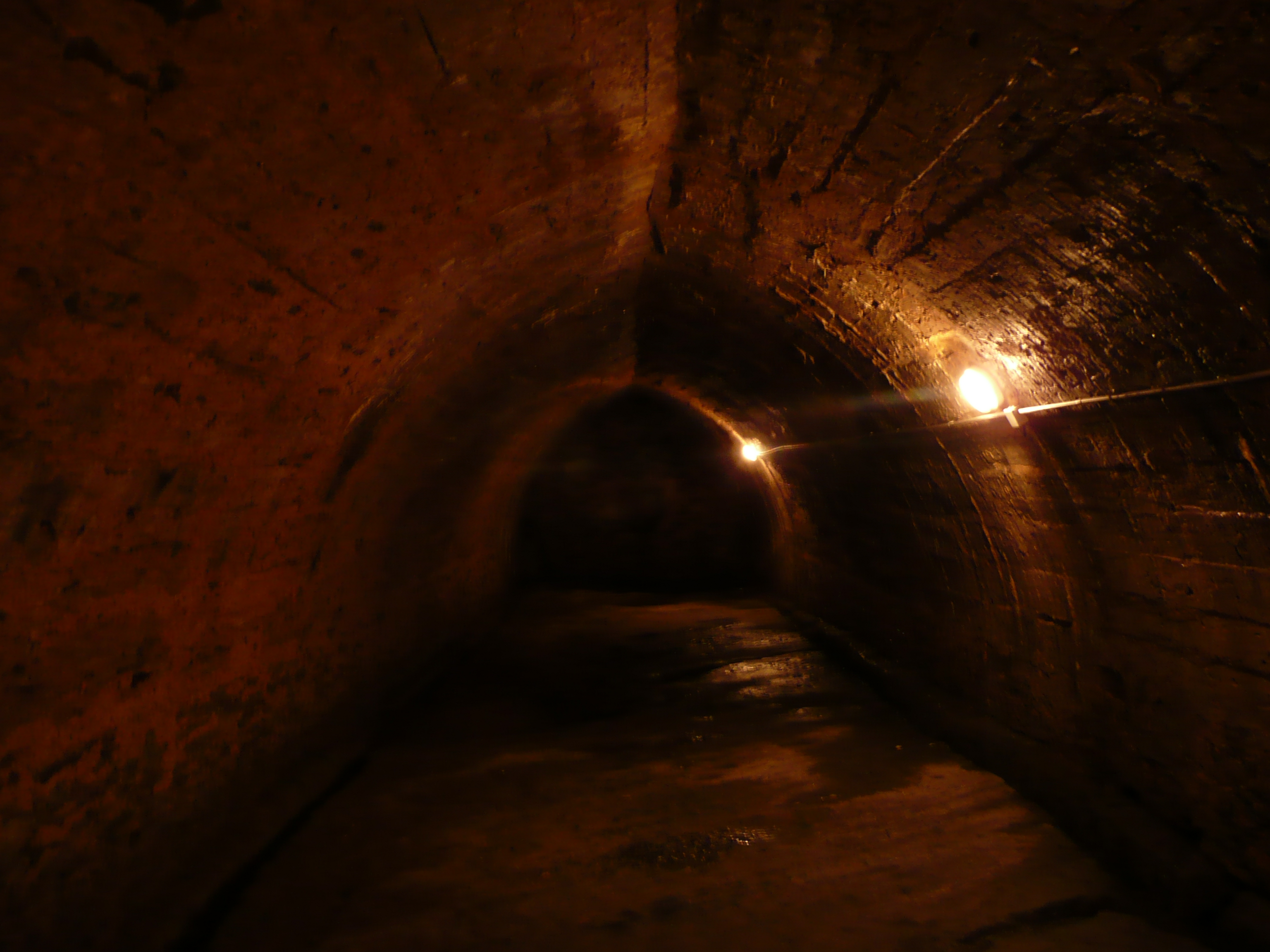
Intérieur de la glacière.

### Les aménagements défensifs duXVesiècle

#### Bastion
Dans la basse-cour se trouvent les restes d'un bastion. Celui-ci devait compter trois niveaux : une salle aveugle, le rez-de-chaussée avec trois ouvertures de tir, ainsi qu'un étage, aujourd’hui arasé, avec au moins une ouverture de tir. Ces salles de défense ainsi que le chemin de ronde étaient desservis par un escalier à vis. Les murs du bastion font 2,3 mètres d'épaisseur.

#### Moineaux
Les fossés du château sont protégés aux deux extrémités par deux moineaux. Le premier, côté nord, a été complètement dégagé en 1994. Il prend appui sur la poterne nord, et dispose de deux ouvertures de tir pour de l'artillerie légère et d'un évent percé pour l'évacuation des gaz et fumées résultant des tirs. Le second, au sud, se compose de trois niveaux distincts : une première salle en voûte brisée, en contrebas de la poterne sud, dispose d'une ouverture de tir. Une seconde salle au-dessus, en possède deux autres ainsi qu'un défumoir. Enfin, le long du couloir reliant ces deux salles à la salle de la herse de la poterne sud, on trouve encore deux autres ouvertures, ce qui amène leur nombre à cinq pour la totalité de l'édifice. La majeure partie de celui-ci se trouve toujours enterrée par le remblai des fossés.

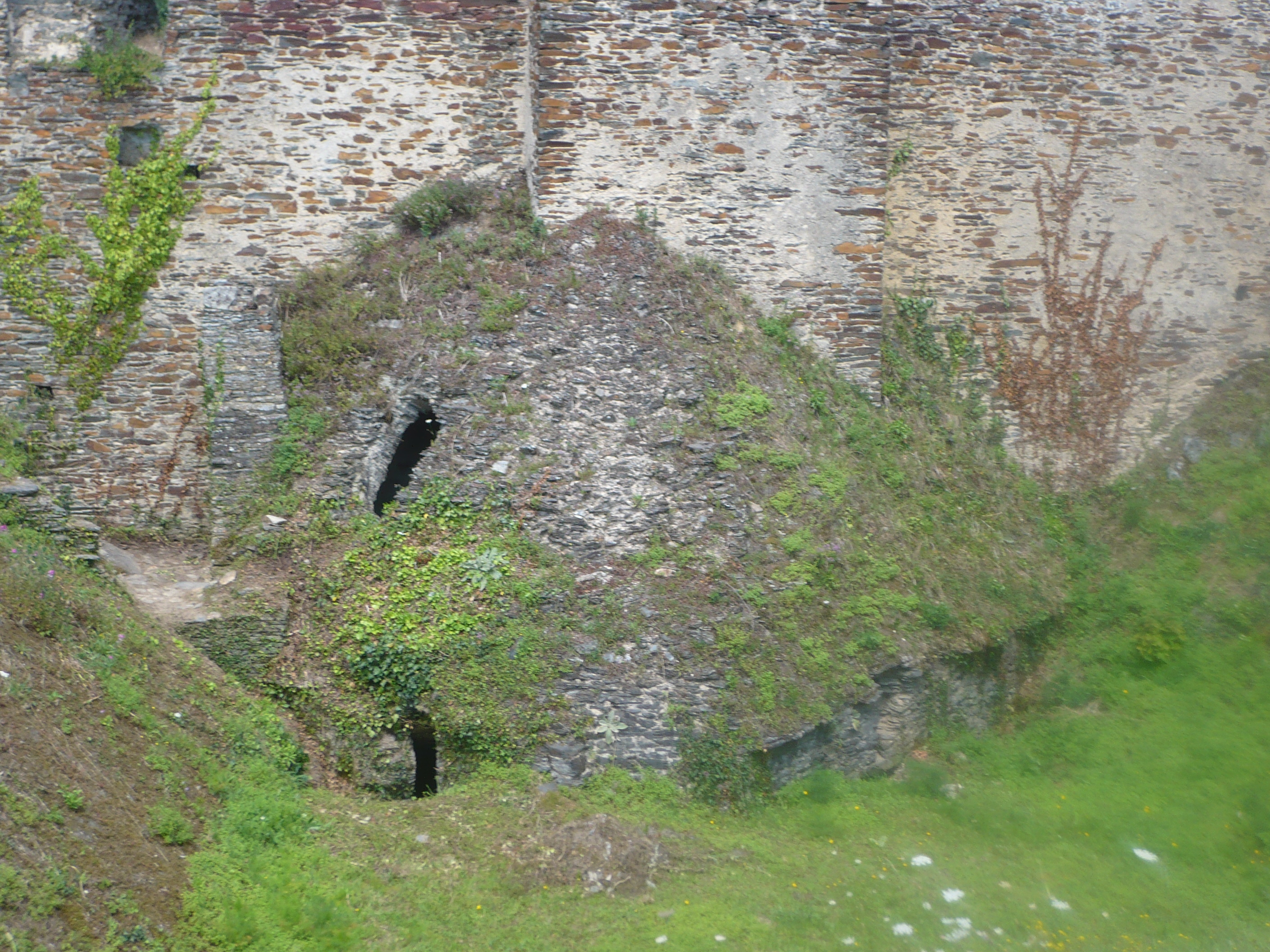
Vue du moineau nord.
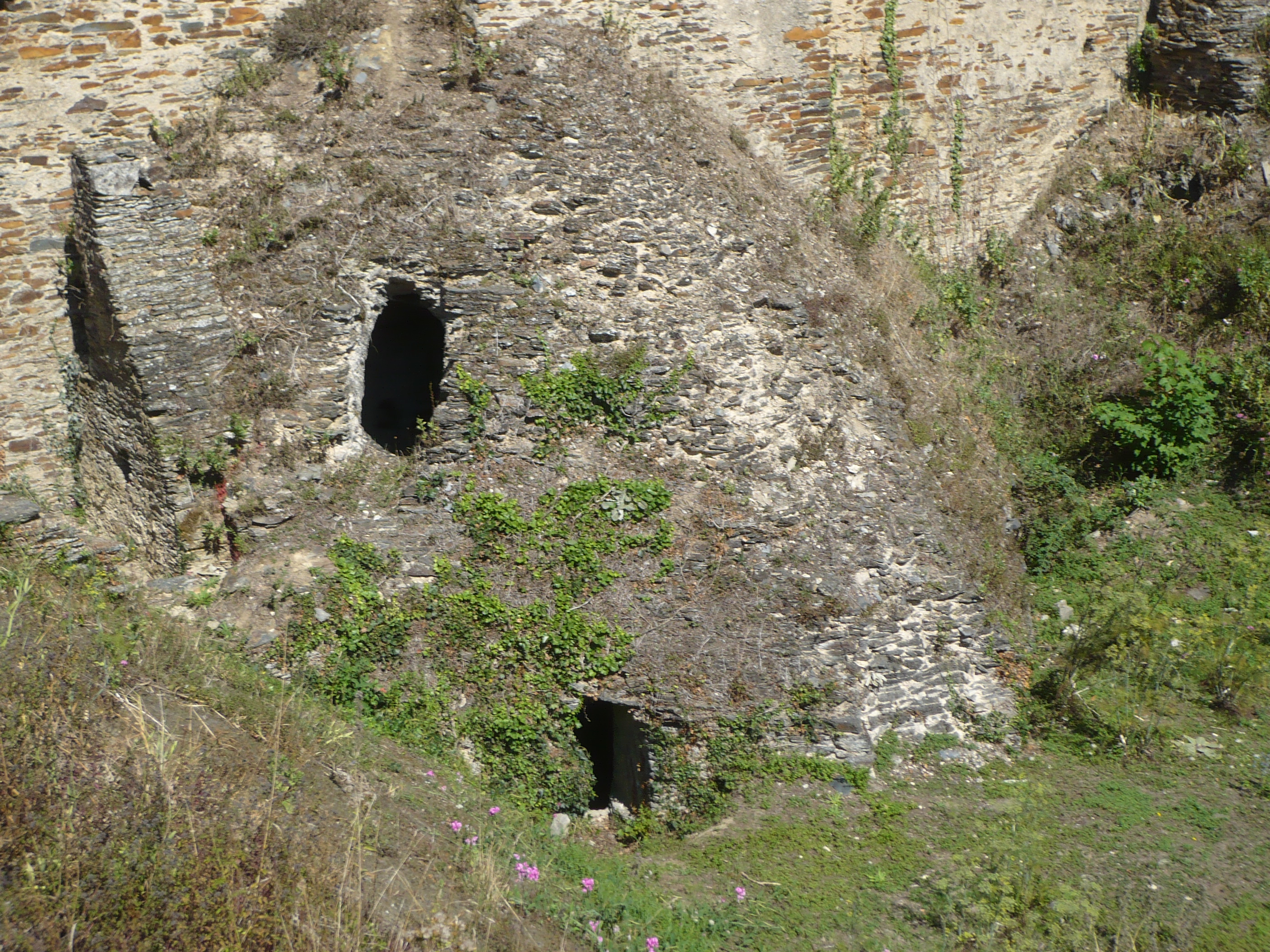
Vue rapprochée de l'évent et d'une ouverture du tir du moineau nord.
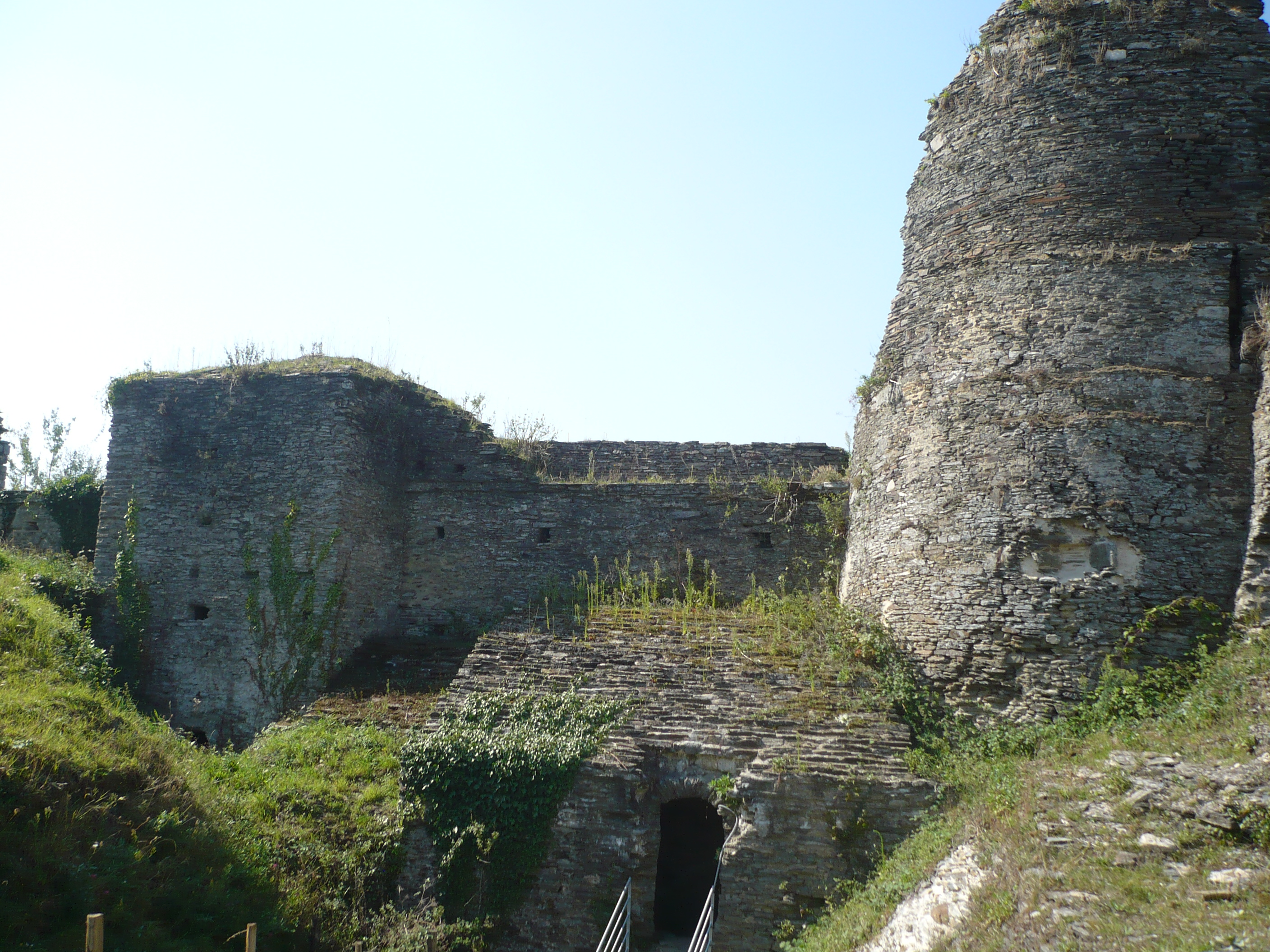
Vue des parties dégagées du moineau sud. La porte est une ancienne ouverture de tir.

#### Caponnière
Accolée à la Grosse tour, la caponnière du château dispose d'au moins trois niveaux de défense. Sa partie supérieure est arasée. La salle basse compte deux ouvertures de tir, le niveau médian deux, à savoir une double canonnière et une meurtrière. On trouve une cinquième ouverture de tir le long de l'escalier donnant à l'étage supérieur, arasé, dont il est impossible de connaître l'organisation. Elle permet de mettre en place un accès en chicane avec la poterne de la Dame Blanche. L'encadrement de la porte est fait en matériaux de récupération, dont des morceaux d'ouvertures quadri-lobées similaires à ceux découvert dans les années 1960.

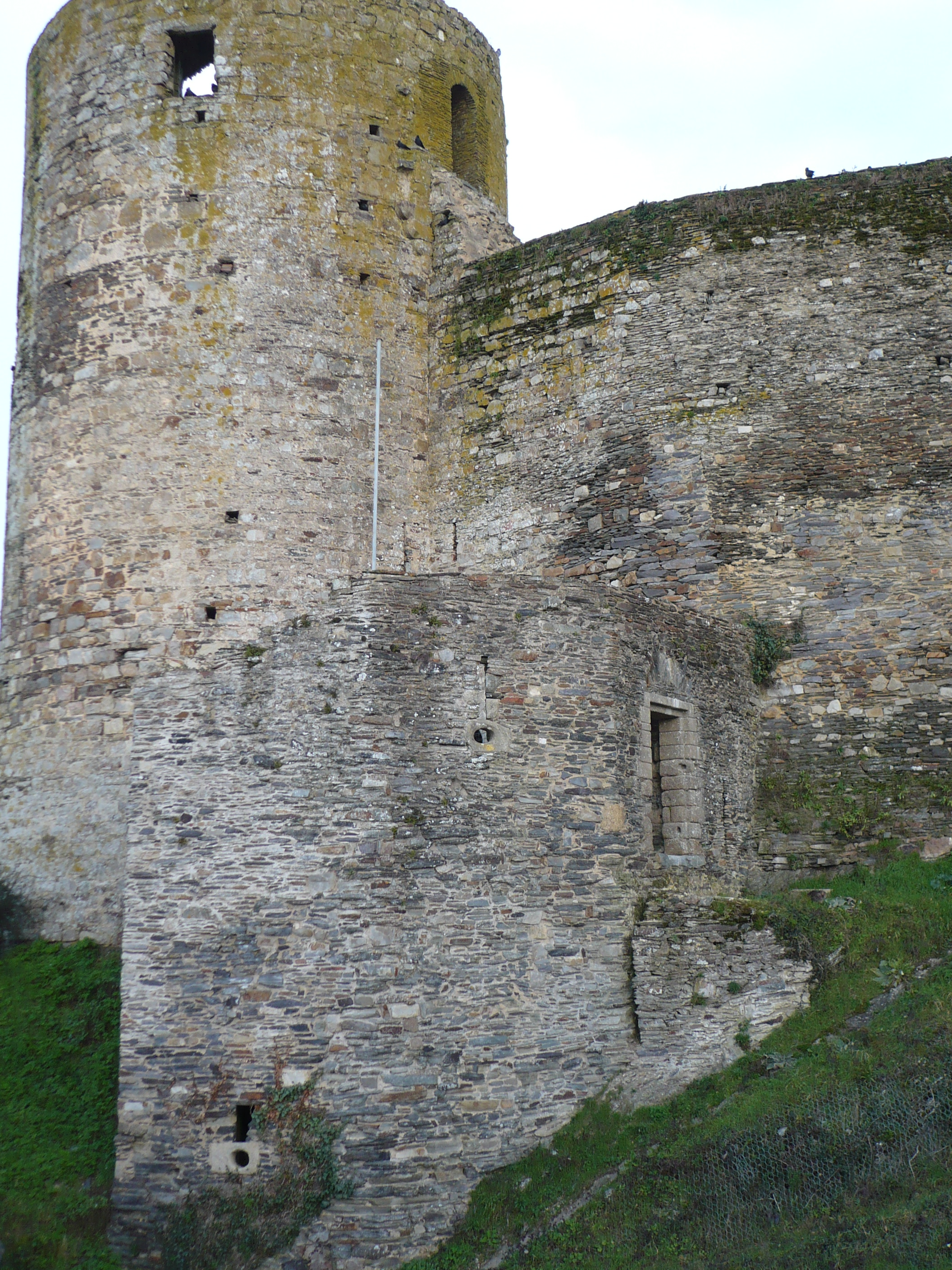
Caponnière du château, vue extérieur, depuis la route.
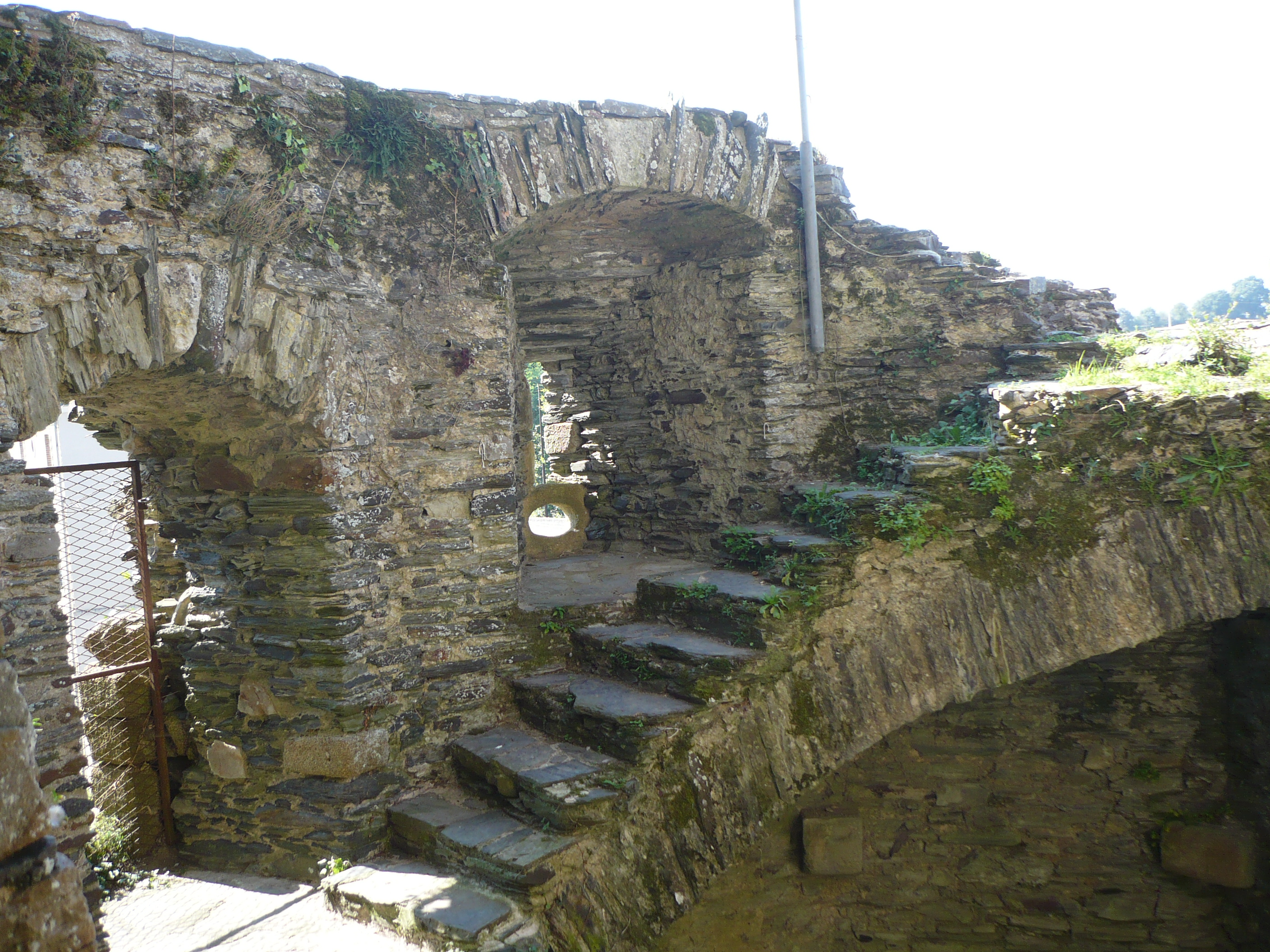
Vue intérieur de la caponnière : porte extérieur, ouverture de tir et escalier d'accès à l'étage supérieur arasé.
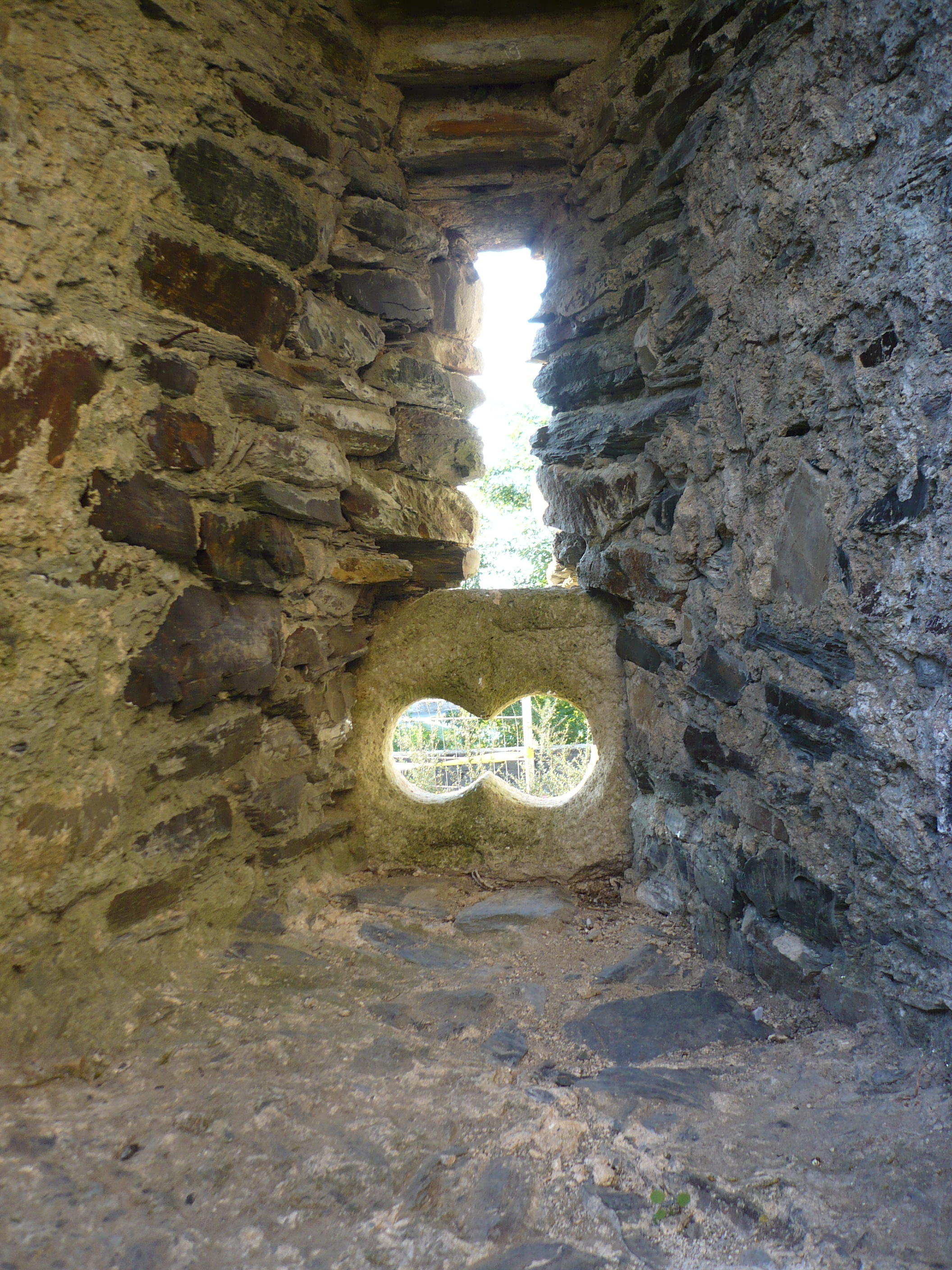
Double canonnière de la caponnière.
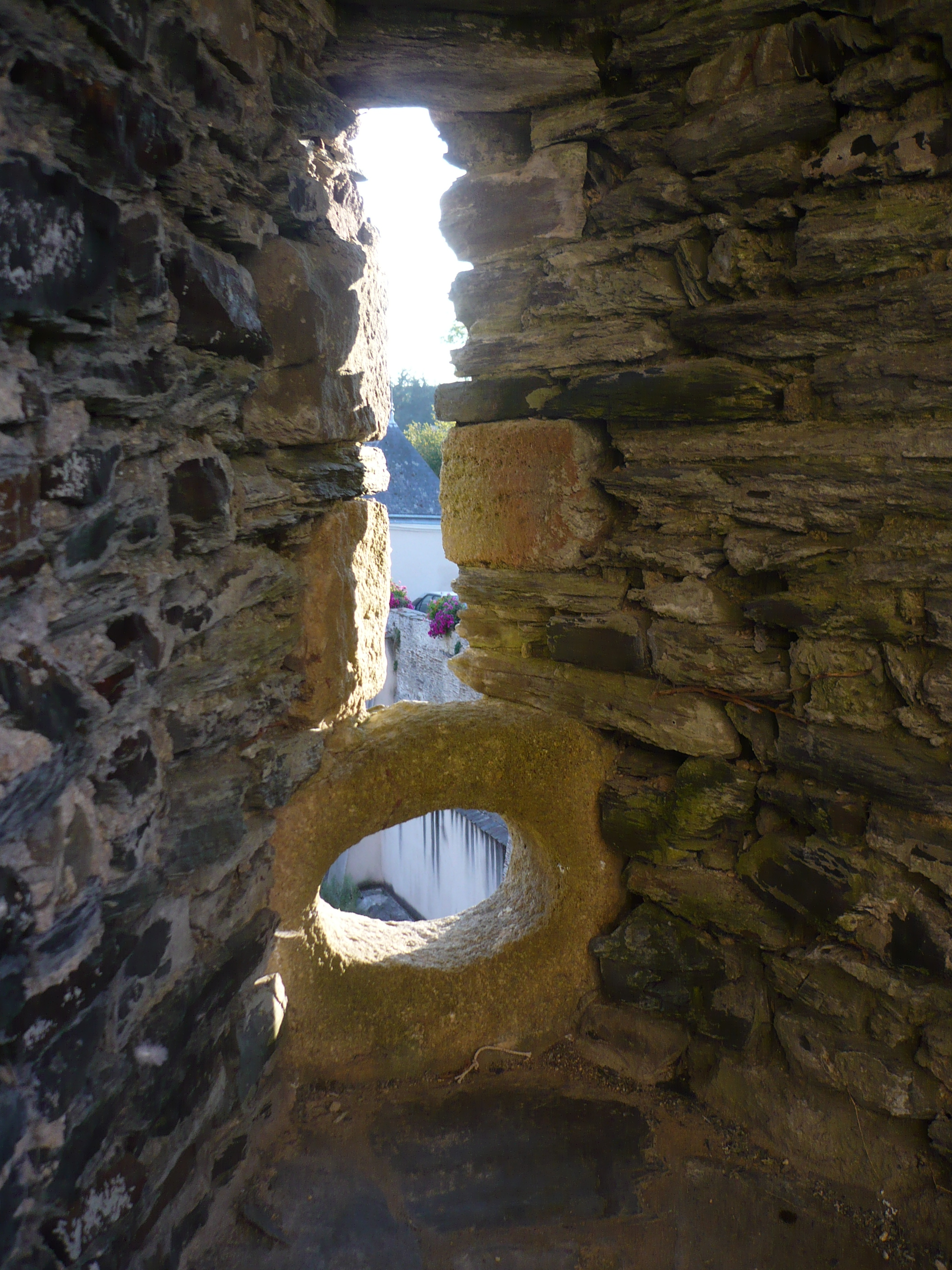
Canonnière ovale de la caponnière.

## Visite
Le château est ouvert toute l'année pour les groupes sur réservation et pour les individuels, de la mi-juin aux Journées Européennes du Patrimoine, du mardi au samedi à 10h30 (sur réservation).